# France au Concours Eurovision de la chanson
Pour les participations aux éditions junior du concours, voir France au Concours Eurovision de la chanson junior.
La France participe au Concours Eurovision de la chanson depuis sa première édition, en 1956, et l'a remporté à cinq reprises, en 1958, 1960, 1962, 1969 et 1977.
La France fait partie des cinq plus importants contributeurs financiers de l'UER, avec l’Allemagne, l’Espagne, l’Italie et le Royaume-Uni. Ensemble, ils constituent le groupe dit des « Big Five ». Depuis l'édition 1999 du concours, ceux-ci ont la garantie d’une place automatique en finale, indépendamment de leur résultat l'année précédente et sans passer par les demi-finales.

## Participation
La France est un des sept pays fondateurs du Concours Eurovision de la chanson, avec l’Allemagne, la Belgique, l'Italie, le Luxembourg, les Pays-Bas et la Suisse.
Le pays participe donc depuis 1956 et n'a manqué que deux éditions du concours : en 1974  et en 1982.
En 1974, l'ORTF sélectionne la chanson La Vie à 25 ans, interprétée par Dani, pour la représenter. Le décès inopiné du président Georges Pompidou, le mardi 2 avril 1974, entraîne le retrait du pays : les obsèques du président ont lieu le jour même de la finale, le samedi 6 avril 1974. Pour les mêmes raisons, Anne-Marie David, la gagnante de l'année précédente, ne peut se déplacer à Brighton pour remettre la médaille du grand prix. Le concours est finalement diffusé en différé, une semaine plus tard, le samedi 13 avril 1974, avec le commentaire de Pierre Tchernia.
En 1982, la France ne participe pas, car l'année précédente, le nouveau directeur des variétés de TF1, Pierre Bouteiller, avait estimé que ce « concours nul » n'était plus qu’un « monument à la bêtise », dont l’intérêt avait été dissipé par « l’absence de talent et la médiocrité des chansons ». Il décide donc du retrait français. Malgré les protestations de la presse et de la Chambre syndicale de l'édition musicale, Bouteiller assume la décision, indique qu'Antenne 2 n'a pas pris le relais et déclare que cette « campagne » est assez disproportionnée comparée aux événements internationaux comme le terrorisme ou la guerre des Malouines,. Comme il prit sa décision en octobre, juste avant la date officielle d’enregistrement des candidatures, les autres chaînes publiques françaises n'ont pu s’organiser et trouver une alternative. Il n’y eut finalement aucune retransmission télévisée du concours en France. Ce fut la seconde fois que le pays manqua une édition de l’Eurovision.
Seule l’Allemagne a participé plus souvent au concours, n’ayant manqué qu’une seule édition, en 1996. Et seul le Royaume-Uni a participé aussi souvent, n’ayant manqué également que deux éditions, en 1956 et en 1958.

## Organisation

### Finale
Jusqu'en 1973, le concours est retransmis par la RTF, devenue ORTF en 1965. De 1975 à 1981, la diffusion est reprise par TF1. Mais en 1982, la chaîne, par l'intermédiaire de Pierre Bouteiller, décide d'arrêter la diffusion du programme, estimant que l'intérêt n'était pas à la mesure de l'événement.
Dès lors, à partir de 1983, la deuxième chaîne du service public reprend la diffusion. Tout d'abord sur Antenne 2 de 1983 à 1992, puis sur France 2 de 1993 à 1998, ensuite sur France 3 de 1999 à 2014, et de nouveau France 2 à partir de 2015, pour la 60e édition du concours.

### Demi-finale
Lors de l'introduction d'une demi-finale en 2004, France Télévisions choisit de ne pas la retransmettre et ne participe pas au vote, tout comme la Pologne et la Russie, déjà qualifiées. De 2005 à 2007, la France participe au vote de la demi-finale, diffusée alors sur France 4. À partir de 2008 et l'instauration de deux demi-finales, et jusqu'en 2015, la France n'a diffusé qu'une d'entre elles, celle où elle avait un droit de vote. Cette demi-finale fut diffusée de 2008 à 2010 sur France 4 et de 2011 à 2015, sur France Ô.
En 2016, pour la première fois, la France diffuse les deux demi-finales, en direct, sur France 4.

### Sélection de la chanson et de l’interprète
| Type de sélection   | Nombre | Années (par décennie) | Victoires à l'Eurovision |
| ------------------- | ------ | --- | ------------------------ |
| Sélection interne   | 43     | - années 1950 : 1956, 1957, 1959 ; - années 1960 : 1960, 1962, 1963, 1964, 1965, 1966, 1967, 1968, 1969 ; - années 1970 : 1971, 1972, 1974, 1975 ; - années 1980 : 1988, 1989 ; - années 1990 : 1990, 1991, 1992, 1993, 1994, 1995, 1996, 1997, 1998 ; - années 2000 : 2001, 2002, 2003, 2004, 2008, 2009 ; - années 2010 : 2010, 2011, 2012, 2013, 2015, 2016, 2017 ; - années 2020 : 2020, 2023, 2024, 2025 | 3                        |
| Sélection nationale | 25     | - années 1950 : 1958 ; - années 1960 : 1961 ; - années 1970 : 1970, 1973, 1976, 1977, 1978, 1979 ; - années 1980 : 1980, 1981, 1983, 1984, 1985, 1986, 1987 ; - années 1990 : 1999 ; - années 2000 : 2000, 2005, 2006, 2007 ; - années 2010 : 2014, 2018, 2019 ; - années 2020 : 2021, 2022 | 2                        |

Pour choisir la chanson et l'artiste représentant la France au Concours Eurovision, le diffuseur national peut alterner les processus de sélection. Tantôt le diffuseur organise une émission de sélection, où le public choisit son représentant, tantôt une sélection en interne est privilégiée.
Différents titres d'émissions ont été utilisés pour désigner les finales nationales :
- en 1999 et 2000 : Eurovision : la sélection
- en 2005 : Un candidat pour l'Eurovision
- en 2006 : Eurovision 2006 : Et si c'était vous ?
- en 2007 : Eurovision 2007 : Et si on gagnait ?
- en 2018 et 2019 : Destination Eurovision
- en 2021 et 2022 : Eurovision France, c'est vous qui décidez !

En 2014, c'est l'émission hebdomadaire Les Chansons d'abord qui révèle les chansons et interprètes ainsi que les représentants sélectionnés.

## Résultats
La France a remporté le concours à cinq reprises.
La première fois, en 1958, avec la chanson Dors, mon amour, interprétée par André Claveau.
La deuxième fois, en 1960, avec la chanson Tom Pillibi, interprétée par Jacqueline Boyer. Tom Pillibi avait été en réalité écrit pour Marcel Amont, qui se désista au dernier moment. Elle fut la première chanson gagnante du concours à devenir un succès dans plusieurs pays européens : l’Allemagne, la France, les Pays-Bas, le Royaume-Uni et la Suède notamment. Jacqueline Boyer était la fille des chanteurs Jacques Pills et Lucienne Boyer. Son père avait représenté Monaco à l’édition 1959 du concours mais avait terminé dernier. Jacqueline connut ensuite une longue carrière, comme chanteuse et actrice. De sa victoire au concours, elle dit : « A mon retour à Paris, j’ai été traitée comme une héroïne nationale, revenant d’avoir vaincu l’ennemi dans quelque bataille sanglante. » et « J’ai fait le tour du monde et toute une carrière grâce à une seule chanson. »
La troisième fois, en 1962, avec la chanson Un premier amour, interprétée par Isabelle Aubret.
La quatrième fois, en 1969, avec la chanson Un jour, un enfant, interprétée par Frida Boccara. Pour la première fois de l’histoire du concours, le vote se termina sur un ex æquo, l’Espagne, la France, les Pays-Bas et le Royaume-Uni obtenant chacun 18 votes. Cette possibilité n’ayant pas été envisagée par le règlement, ces quatre pays furent déclarés vainqueurs. Il y eut donc quatre chansons gagnantes : Vivo cantando, interprétée par Salomé pour l'Espagne ; Un jour, un enfant, interprétée par Frida Boccara pour la France ; De troubadour, interprétée par Lenny Kuhr pour les Pays-Bas et Boom Bang-a-Bang, interprétée par Lulu pour le Royaume-Uni. Il n’y eut ni deuxième, ni troisième place.
La cinquième fois et dernière victoire française , en 1977, avec la chanson L'Oiseau et l'Enfant, interprétée par Marie Myriam. Par la suite, Marie Myriam confia qu’elle était tellement nerveuse, lors de sa prestation, qu’elle ne put empêcher ses mains de trembler. Son retour sur scène, après la proclamation de sa victoire, prit plus de temps que prévu. Marie Myriam, en pleurs, embrassait tous les autres participants. Mais alors qu’elle se dirigeait vers la porte des coulisses, le caméraman qui la filmait fit une chute spectaculaire dans les escaliers, lui barrant le passage. Elle s’arrêta alors net de pleurer et lui vint en aide.

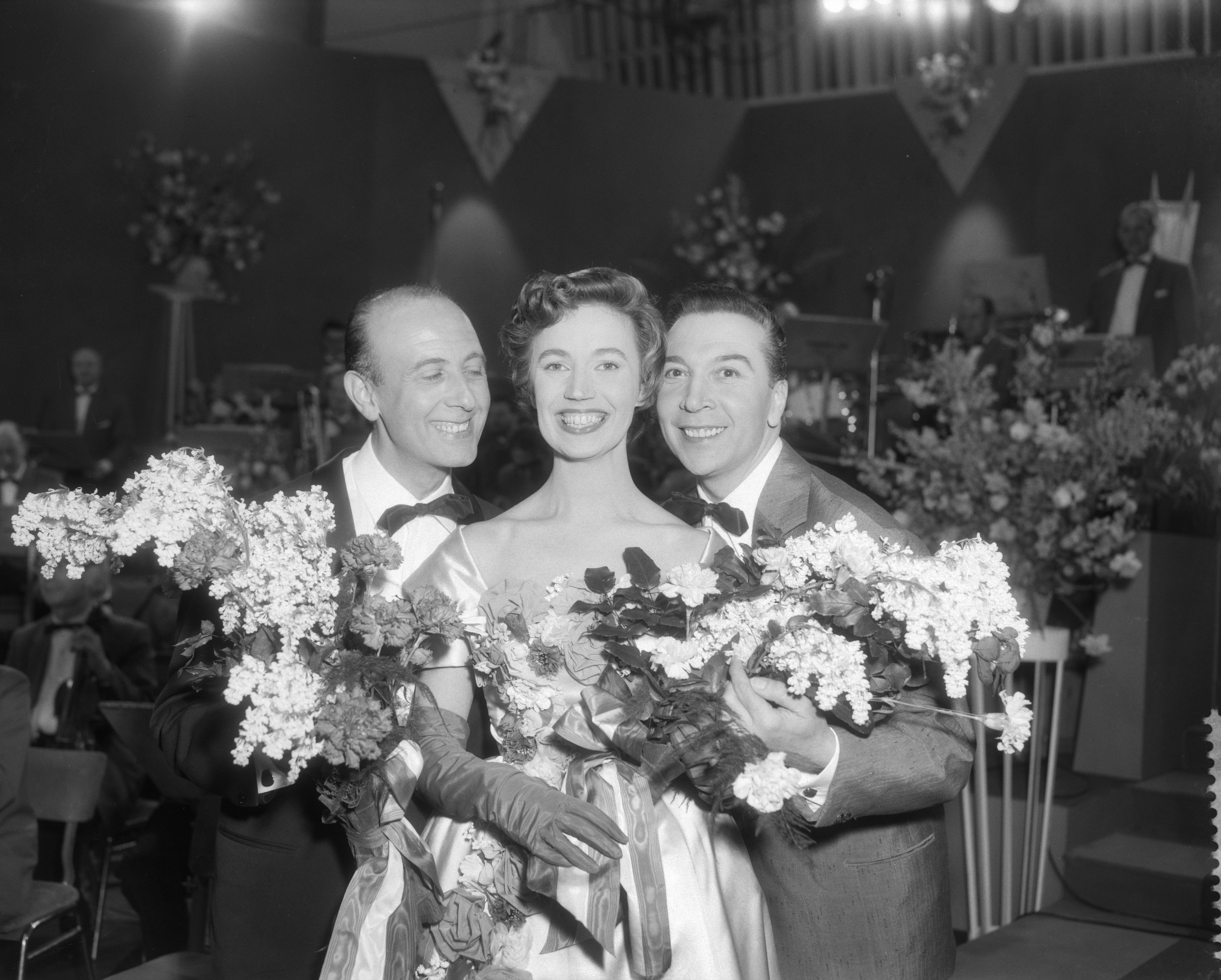
Le chef d'orchestre Franck Pourcel, avec la présentatrice Hannie Lips et le vainqueur de l'Eurovision en 1958, André Claveau.
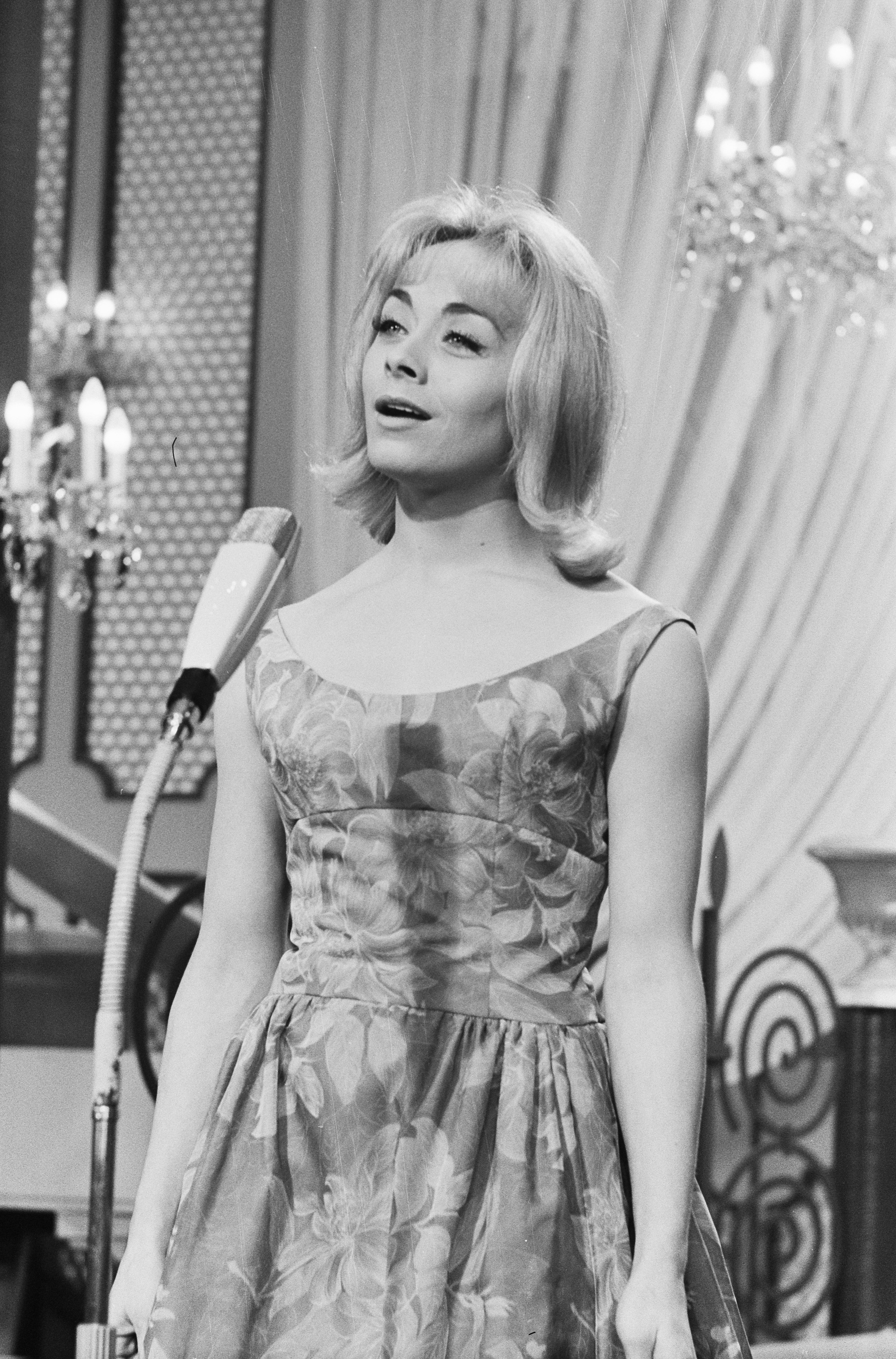
Isabelle Aubret, victorieuse en 1962.

La France a terminé à la deuxième place, à cinq reprises : en 1957, 1976, en 1990 (ex æquo avec l'Irlande), 1991 et 2021.

Elle détient le plus grand nombre de troisième place : à sept reprises (en 1959, 1965, 1967, 1968, 1978, 1979 et 1981).
La France est le pays qui a également obtenu le plus grand nombre de quatrième place, soit huit au total : en 1961, 1964 (ex æquo avec le Luxembourg), 1970 (ex æquo avec la Suisse et l'Espagne), 1975, 1993, 1995, 2001 et 2024.

Le pays détient le plus grand nombre d'avant-dernière place (sept fois) : en 1966, 1973 (ex æquo avec la Yougoslavie), 1998, 2000, 2005, 2007 (ex æquo avec le Royaume-Uni) et 2022.
Le pays a terminé une fois à la dernière place, en 2014. Cependant, la France demeure le seul pays fondateur du concours et le seul des « Big Five » à n’avoir jamais obtenu de nul point.
Le record de points de la France dans le Concours Eurovision est de 499 points obtenus par Barbara Pravi et sa chanson Voilà en 2021.
N'ayant plus remporté la compétition depuis maintenant quarante-huit ans, la France a été sujette à beaucoup de moqueries dans la presse et sur les réseaux sociaux. Si cette période de disette n'a pas de raison particulière, plusieurs personnes ont tenté de chercher les raisons de ces échecs. Le site Eurovizdataviz s'amuse par exemple à chercher dans les archives du concours la recette scientifique pour que la France mette fin à cette période de défaites successives. Seuls deux pays ont une dernière victoire plus ancienne que la France : l'Espagne (en 1969, soit cinquante-six ans) et Monaco (vainqueur en 1971 mais ne participe plus au concours depuis 2007). Quant à Malte, le pays attend sa première victoire depuis sa première participation en 1971, soit cinquante-quatre ans.

### Autres prix reçus

#### Prix Marcel-Bezençon
Les prix Marcel-Bezençon sont remis pour la première fois durant le Concours Eurovision de la chanson 2002 à Tallinn en Estonie pour honorer les meilleures chansons en compétition lors de la finale. Fondés par Christer Björkman (représentant de la Suède lors du Concours 1992 et producteur des concours 2013 et 2016) et Richard Herrey (membre des Herreys et vainqueur suédois du Concours 1984), les prix portent le nom du créateur de la compétition annuelle, Marcel Bezençon. Les prix, remis tous les ans, sont répartis en trois catégories :
- Prix de la presse, attribué par les médias accrédités à la meilleure chanson
  - 2002 : Il faut du temps, interprétée par Sandrine François (5e)
  - 2018 : Mercy, interprétée par Madame Monsieur (13e)
  - 2021 : Voilà, interprétée par Barbara Pravi (2e)
  - 2025 : Maman, interprétée par Louane (7ᵉ)
- Prix de la meilleure performance artistique, attribué par les commentateurs du concours au meilleur artiste
  - 2009 : Et s'il fallait le faire, interprétée par Patricia Kaas (8e)
  - 2021 : Voilà, interprétée par Barbara Pravi (2e)
  - 2025 : Maman, interprétée par Louane (7ᵉ)
- Prix de la meilleure composition, attribué par les auteurs-compositeurs participants aux meilleurs compositeurs de la soirée
  - 2011 : Sognu, auteurs : Jean-Pierre Marcellesi et Julie Miller, compositeurs : Daniel Moyne et Quentin Bachelet, interprétée par Amaury Vassili (15e).

#### Prix de l'OGAE
L'Organisation générale des amateurs de l'Eurovision (OGAE) est l'un des deux plus grands fan clubs de l'Eurovision. Elle possède des sections dans toute l'Europe et a été créée en 1984 en Finlande. Tous les pays prenant part ou qui ont pris part à la compétition annuelle peuvent avoir leur propre section OGAE. Les autres pays du monde sont, quant à eux, regroupés dans l'« OGAE Reste du monde », créée en 2004. Chaque année, les clubs ont l'occasion de voter, suivant le modèle de l'Eurovision, pour leurs favoris.
- Prix OGAE
  - 2016 : J'ai cherché, interprétée par Amir (6e).
- Prix OGAE Second Chance, attribué lors d'un concours similaire à l'Eurovision mais reprenant uniquement des chansons des finales nationales des pays en compétition (chaque pays ayant une association OGAE et ayant eu une finale nationale la même année désigne une chanson pour concourir).
  - 2019 : Tous les deux, interprétée par Seemone (2e dans Destination Eurovision 2019).

#### Prix Barbara-Dex
Le prix Barbara-Dex est un prix humoristique — attribué lors de chaque concours entre 1997 et 2016 par le fan club House of Eurovision puis entre 2017 et 2021 par le site web belge songfestival.be — qui récompense l'artiste le ou la plus mal habillé(e) lors de la compétition. Ce prix porte le nom de Barbara Dex, qui avait représenté la Belgique et qui était arrivée dernière du concours 1993 en portant lors de son passage une robe jugée affreuse qu'elle avait elle-même créée. Aucun représentant français n'a remporté ce titre.

## Pays hôte
La France a organisé le concours à trois reprises : en 1959, 1961 et 1978.
En 1959, l'évènement se déroula le mercredi 11 mars 1959, au palais des Festivals de Cannes. La présentatrice de la soirée fut Jacqueline Joubert et le directeur musical, Franck Pourcel. Ce fut la première fois que le concours débuta par une vidéo introductive. Jacqueline Joubert fut la première présentatrice de l’histoire du concours à ouvrir une finale par la phrase rituelle : « Bonsoir l'Europe ! ». Enfin, ce fut la première et unique fois de l'histoire du concours que les chansons ayant terminé en deuxième et troisième position furent rejouées à l'issue du vote, avant la reprise traditionnelle de la chanson gagnante.
En 1961, l'évènement se déroula le samedi 18 mars 1961, à nouveau au palais des Festivals de Cannes. La présentatrice de la soirée fut Jacqueline Joubert et le directeur musical, Franck Pourcel. Jacqueline Joubert avait également présenté l'édition 1959 et devint ainsi la première personne à présenter une deuxième fois le concours.
Après sa victoire en 1962, la Radiodiffusion-télévision française décline l'invitation pour organiser l'évènement en 1963, en conséquence de difficultés financières. Le Royaume-Uni avec la BBC sont alors choisis pour accueillir le concours, qui se déroule à Londres.
Lors de la victoire exceptionnelle de 4 chansons en 1969, les 4 pays vainqueurs sont candidats pour recevoir la compétition en 1970, à savoir l'Espagne, la France, les Pays-Bas et le Royaume-Uni. Un tirage au sort est alors effectué: la candidature néerlandaise remporte ce tirage et le télédiffuseur NOS organise l'évènement à Amsterdam.
En 1978, l'évènement se déroula le samedi 22 avril, au Palais des congrès, à Paris. Les présentateurs de la soirée furent Denise Fabre et Léon Zitrone, le directeur musical, François Rauber. Ce fut la toute première fois que deux personnes présentèrent ensemble le concours. Cette année-là, le déroulement et le résultat du concours posèrent problème à de nombreux télédiffuseurs d’Afrique du Nord et du Proche-Orient. Tous passèrent des spots publicitaires durant la prestation d’Israël. Puis, lorsque la victoire israélienne devint évidente, tous mirent fin prématurément à la retransmission. La Jordanie se fit particulièrement remarquer. La télévision jordanienne interrompit le déroulement du vote, pour faire un gros plan sur un bouquet de jonquilles. Le lendemain, les journaux jordaniens proclamèrent la victoire de la Belgique, qui avait en réalité terminé deuxième.

## Faits notables
En 1974, la chanteuse Dani est sélectionnée par l'ORTF pour représenter la France le 6 avril 1974 à la dix-neuvième édition du Concours Eurovision de la chanson à Brighton au Royaume-Uni, avec la chanson La Vie à 25 ans. Mais à la suite du décès du Président de la République Georges Pompidou le 2 avril 1974, la France se retire du concours Eurovision se tenant le jour du deuil national et des obsèques de Pompidou.
N'ayant pas pu participer au concours 1974, Dani se voit proposer de participer l'année suivante au Concours Eurovision de la chanson 1975 se déroulant à Stockholm le 22 mars 1975, mais impose la condition de chanter un opus de Serge Gainsbourg, qui avait déjà remporté dix ans auparavant le Prix avec Poupée de cire, poupée de son, interprétée par France Gall. Une maquette est enregistrée par Gainsbourg lui-même afin d'aider Dani dans l'interprétation de la chanson.
Cependant, cette chanson est refusée par TF1, diffuseur télé de l'événement, en raison de certains passages du texte jugés agressifs, provocateurs et connotés sexuellement et le jury français leur demande de revoir leur copie. Le tandem refuse. Cependant, Dani participe au Concours de la Chanson française, déterminant le titre qui allait représenter la France au concours, mais avec la chanson Paris paradis, écrite par Christine Fontane, qui lui avait déjà écrit La vie à 25 ans. Mais la chanson échoue à ce concours, au profit du titre Et bonjour à toi l'artiste chanté par Nicole Rieu, qui représente donc la France à l'Eurovision cette année-là, et finit à la 4e place du concours. Dani « rate » alors pour la deuxième fois sa participation au Concours Eurovision de la chanson.
Lors de la sélection interne effectuée en 1975, l'ancienne chanteuse yéyé Chantal Goya qui n'a pas sorti de disques depuis 1972, fait partie des candidats présélectionnés avec le titre Prends une rose chanté en duo avec Guy Mardel, ancien représentant français en 1965 avec le tube N'avoue jamais. La chanson n'est finalement pas choisie pour représenter la France au concours, à l'avantage de Et bonjour à toi l'artiste, interprété par Nicole Rieu. Mais le 45 tours suivant de Chantal Goya qui sort quelques mois plus tard, Adieu les jolis foulards lui permet d'entamer une fructueuse carrière dans la chanson pour enfants.
En 1979, lors de la sélection française du concours, on note le nom de Julie B., alias Julie Bataille, qui s'est fait connaître quatre ans plus tôt avec le succès Pas besoin d'éducation sexuelle. Elle concourt alors en duo avec le chanteur Paul, alias Michel Salinas, sur le titre Retour aux années folles. Bien qu'elle ne représentera finalement jamais la France au concours, Julie Bataille aura l'occasion en 1981 d'enregistrer Moi je dis stop, la version française de la chanson Making your mind up de Bucks Fizz, chanson gagnante du concours pour le Royaume-Uni cette année-là. Lors de la même sélection 1979, on remarque aussi Jean-Noël Dupré, avec sa chanson On est tous pareils, auteur-compositeur-interprète qui s'est fait remarquer avec le titre Ça me rappelle les vacances en 1976. On peut noter aussi la présence de Richard Lory, alias Richard Sanderson, avec le titre Un vent de folie. et qui connait deux ans plus tard un tube avec Reality, chanson du film La boum de Claude Pinoteau.
Cette année-là, la finale de la sélection française du concours n'est finalement jamais diffusée, pour cause de grève nationale de la télévision française. Les chansons présentées aux deux demi-finales sont donc finalement toutes finalistes, et la chanson choisie par le comité français, TF1, France Inter et la SACEM, est finalement Je suis l'enfant soleil chantée par Anne-Marie David, chanteuse qui avait déjà remporté le concours six ans plus tôt, avec le tube Tu te reconnaîtras, mais en représentant le Luxembourg.

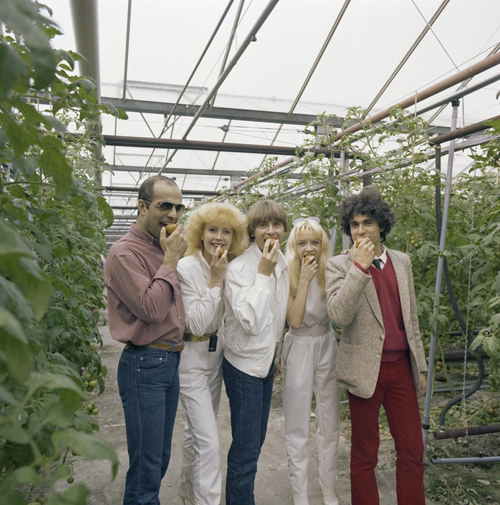
Carte postale Eurovision du groupe Profil, en 1980. Il s'agit du premier groupe à représenter la France. Il termine à la 11e place.

En 1981, l’épouse du représentant français, Jean Gabilou, un artiste d'origine polynésienne, décéda à Tahiti durant la semaine des répétitions. Malgré tout, le chanteur décida de concourir et termina à la troisième place.
En 1982, le nouveau directeur des programmes dans la section variétés de TF1 Pierre Bouteiller, décide d’arrêter la retransmission de la sélection française Le concours de la Chanson Française car il qualifie l'Eurovision de « monument de bêtise » et ce aussi pour défendre une télévision de qualité, un an après l'arrivée de la gauche au pouvoir. Mais son initiative ayant été prise relativement tard, il n'a pas été possible d'organiser une nouvelle sélection sur une autre chaîne de télévision, et la participation de la France au concours fut annulée et la finale de l'Eurovision non retransmise en France cette année-là.
Devant un grand nombre de courriers de téléspectateurs déçus, il fut décidé que la France participe à nouveau à l'Eurovision en 1983, mais à condition que la sélection française et la finale de l'Eurovision soient diffusées sur une autre chaîne que TF1. C'est Antenne 2, chaîne publique alors présidée par Pierre Desgraupes, qui décide d'organiser une sélection française et de retransmettre la finale de l'Eurovision 1983.
En 1983, la chanteuse Corinne Hermès présente d'abord sa chanson Si la vie est cadeau à la sélection française. N'ayant pas été présélectionnée en France, elle se tourna vers la télévision luxembourgeoise, qui la choisit. Hermès remporte finalement le concours pour le Luxembourg, lui offrant ainsi sa cinquième victoire.
Au cours de la sélection française cette année-là, le chanteur Guy Bonnet, qui concourt avec sa chanson Vivre et qui a déjà représenté la France au concours en 1970 avec sa chanson Marie-Blanche, est finalement choisi au détriment du groupe La Compagnie créole interprétant Vive le Douanier Rousseau. La chanson de Guy Bonnet finit 8e du concours et connaît ensuite un petit succès au hit-parade, tout comme Corinne Hermès tandis que La Compagnie créole annule en premier lieu la sortie commerciale de Vive le Douanier Rousseau, au profit d'une réédition de son 45 tours C'est bon pour le moral qui cette fois devient un grand succès après être sorti une première fois sans grand remous. Finalement, le groupe intègre Vive le Douanier Rousseau à son album suivant qui sortira en décembre 1983, et le titre en sera le premier extrait à sortir en 45 tours, et deviendra lui aussi un tube.
En 1989, imitant Sandra Kim qui remporta le concours en 1986 âgée de 13 ans, la représentante française, Nathalie Pâque, était à peine âgée de onze ans, ce qui suscita une vaste controverse. L'UER décida alors de modifier le règlement de l'Eurovision. Dès l'année suivante, il fut imposé aux candidats d'avoir seize ans révolus, le jour du concours. Par conséquent, Nathalie Pâque demeure la plus jeune artiste à avoir jamais concouru.
En 1990, la chanson française, White and Black Blues a été écrite par Serge Gainsbourg. C'était sa troisième participation au concours, après sa victoire en 1965, avec Poupée de cire, poupée de son, et sa cinquième place en 1967, avec Boum badaboum. Mais c'était sa première participation pour la France, les deux précédentes étant respectivement pour le Luxembourg et pour Monaco. Il y avait eu cette année-là, un changement de direction à la tête du département des divertissements de la télévision publique française. La nouvelle directrice, Marie-France Brière, au vu des mauvais résultats français des années précédentes, avait initialement décidé d'un retrait d'Antenne 2. Mais après réflexion, elle opta pour une approche professionnelle. Ce fut elle qui décida Serge Gainsbourg et Joëlle Ursull, alors membre du groupe Zouk Machine et qui souhaitait lancer sa carrière solo. White and Black Blues termina à la deuxième place mais fut le véritable succès commercial du concours.
En 1991, pour la deuxième fois dans l’histoire du concours, après 1969, le vote final se conclut sur un ex æquo provocant des remous dans la salle et la stupeur des commentateurs. La France, représentée par Amina, et la Suède avec Carola avaient en effet obtenu chacune 146 points à l'issue du vote. Le superviseur décida alors de mettre en application la règle ad hoc, introduite en 1989. Il fit procéder au décompte des "douze points". Il apparut alors que la France et la Suède en avaient reçu chacune quatre. Le superviseur décompta alors les "dix points". La France en avait reçu deux et la Suède, cinq. Par conséquent, la Suède fut proclamée vainqueure. Ce fut la toute première fois que le vainqueur fut désigné en recourant à la règle des ex æquo. Après le concours, de nombreuses rumeurs de fraude se répandirent dans les médias. La délégation française en demeura convaincue et estima imméritée la victoire suédoise. La controverse trouve en réalité son origine dans la nouvelle règle des ex æquo, instaurée en 1989 sans la moindre publicité. Deux ans plus tard, elle demeurait toujours inconnue du grand public et même des commentateurs, dont le français Léon Zitrone, qui avoua à l’antenne, durant la retransmission, qu’il en prenait connaissance en même temps que les téléspectateurs.
En 1992, ce fut la toute première fois que la chanson représentant la France fut interprétée dans une autre langue que le français, en l’occurrence le créole. Il s’agissait en fait de la langue maternelle du chanteur Kali, qui est originaire de la Martinique.
En 1994, la représentante française, Nina Morato, fut la première artiste de l’histoire du concours à jurer durant sa prestation.
En 1999, la représentante française, Nayah, suscita une vaste controverse, dès sa sélection. Pour la première fois depuis 1987, la télévision publique française avait organisé une finale nationale. Après sa victoire, les médias découvrirent que la chanteuse avait appartenu à une secte religieuse apocalyptique. Cette secte croyait que la fin du monde surviendrait avec l’avènement du deuxième millénaire : chaque membre serait alors sauvé par des vaisseaux extraterrestres qui partiraient de Jérusalem. Nayah se défendit du mieux qu’elle put, arguant qu’elle avait quitté la secte depuis longtemps déjà. Elle termina finalement à la dix-neuvième place.
En 2008, ce fut la toute première fois qu’une finale ne vit concourir aucune chanson en français. Même la chanson représentant la France était rédigée quasi intégralement en anglais. Cela avait suscité une telle controverse lors de sa sélection, que son auteur et interprète, Sébastien Tellier, avait dû ajouter deux phrases supplémentaires en français.
En 2014, pour la première fois, la France termina à la dernière place, ne recevant que deux points : 1 point de la Finlande et 1 point de la Suède. Toutefois, le record du plus petit nombre de points pour la France est toujours détenu par Dominique Walter qui a obtenu 1 point au Grand Prix Eurovision de la chanson européenne 1966 en finissant à l'avant dernière place.
Catherine Ferry, classée 2e en 1976 avec la chanson Un, deux, trois, a détenu pendant 40 ans le record de points de la France (147). Elle est détrônée, en 2016 par Amir et sa chanson J'ai cherché qui obtient 257 points.
En 2021, Barbara Pravi bat le record de points pour la France (499 points) avec sa chanson Voilà. Classée 2e, elle permet au pays de réaliser son meilleur classement depuis 1991. L'année suivante, en 2022, la France (représentée par Alvan & Ahez et leur chanson Fulenn) se classe avant-dernière pour la septième fois dans l'histoire du Concours, réalisant ainsi son plus mauvais classement depuis 2015. Elle chute de 22 places au classement par rapport à l'année précédente, avec un écart de 482 points (record dans les trois cas de figure).

## Représentants
| Édition | Année | Artiste(s)                          | Chanson                                             | Langue                        | Traduction française           | Place                                                  | Points                                                 |
| ------- | ----- | ----------------------------------- | --------------------------------------------------- | ----------------------------- | ------------------------------ | ------------------------------------------------------ | ------------------------------------------------------ |
| 1re     | 1956  | Mathé Altéry                        | Le Temps perdu                                      | Français                      |                                | Classement et pointage non connus                      | Classement et pointage non connus                      |
| 1re     | 1956  | Dany Dauberson                      | Il est là                                           | Français                      |                                | Classement et pointage non connus                      | Classement et pointage non connus                      |
| 2e      | 1957  | Paule Desjardins                    | La Belle Amour                                      | Français                      | -                              | 02                                                     | 17                                                     |
| 3e      | 1958  | André Claveau                       | Dors, mon amour                                     | Français                      | -                              | 01                                                     | 27                                                     |
| 4e      | 1959  | Jean Philippe                       | Oui, oui, oui, oui                                  | Français                      | -                              | 03                                                     | 15                                                     |
| 5e      | 1960  | Jacqueline Boyer                    | Tom Pillibi                                         | Français                      | -                              | 01                                                     | 32                                                     |
| 6e      | 1961  | Jean-Paul Mauric                    | Printemps, avril carillonne                         | Français                      | -                              | 04                                                     | 13                                                     |
| 7e      | 1962  | Isabelle Aubret                     | Un premier amour                                    | Français                      | -                              | 01                                                     | 26                                                     |
| 8e      | 1963  | Alain Barrière                      | Elle était si jolie                                 | Français                      | -                              | 05                                                     | 25                                                     |
| 9e      | 1964  | Rachel                              | Le Chant de Mallory                                 | Français                      | -                              | 04                                                     | 14                                                     |
| 10e     | 1965  | Guy Mardel                          | N'avoue jamais                                      | Français                      | -                              | 03                                                     | 22                                                     |
| 11e     | 1966  | Dominique Walter                    | Chez nous                                           | Français                      | -                              | 16                                                     | 1                                                      |
| 12e     | 1967  | Noëlle Cordier                      | Il doit faire beau là-bas                           | Français                      | -                              | 03                                                     | 20                                                     |
| 13e     | 1968  | Isabelle Aubret                     | La Source                                           | Français                      | -                              | 03                                                     | 20                                                     |
| 14e     | 1969  | Frida Boccara                       | Un jour, un enfant                                  | Français                      | -                              | 01                                                     | 18                                                     |
| 15e     | 1970  | Guy Bonnet                          | Marie-Blanche                                       | Français                      | -                              | 04                                                     | 8                                                      |
| 16e     | 1971  | Serge Lama                          | Un jardin sur la Terre                              | Français                      | -                              | 10                                                     | 82                                                     |
| 17e     | 1972  | Betty Mars                          | Comé-comédie                                        | Français                      | -                              | 11                                                     | 81                                                     |
| 18e     | 1973  | Martine Clémenceau                  | Sans toi                                            | Français                      | -                              | 15                                                     | 65                                                     |
| 19e     | 1974  | Dani                                | La vie à 25 ans (Y'a pas de mal à se faire du bien) | Français                      | -                              | Retrait                                                | Retrait                                                |
| 20e     | 1975  | Nicole Rieu                         | Et bonjour à toi l'artiste                          | Français                      | -                              | 04                                                     | 91                                                     |
| 21e     | 1976  | Catherine Ferry                     | Un, deux, trois                                     | Français                      | -                              | 02                                                     | 147                                                    |
| 22e     | 1977  | Marie Myriam                        | L'Oiseau et l'Enfant                                | Français                      | -                              | 01                                                     | 136                                                    |
| 23e     | 1978  | Joël Prévost                        | Il y aura toujours des violons                      | Français                      | -                              | 03                                                     | 119                                                    |
| 24e     | 1979  | Anne-Marie David                    | Je suis l'enfant-soleil                             | Français                      | -                              | 03                                                     | 106                                                    |
| 25e     | 1980  | Profil                              | Hé, hé m'sieurs dames                               | Français                      | -                              | 11                                                     | 45                                                     |
| 26e     | 1981  | Jean Gabilou                        | Humanahum                                           | Français                      | -                              | 03                                                     | 125                                                    |
| 27e     | 1982  | Retrait en 1982                     | Retrait en 1982                                     | Retrait en 1982               | Retrait en 1982                | Retrait en 1982                                        | Retrait en 1982                                        |
| 28e     | 1983  | Guy Bonnet                          | Vivre                                               | Français                      | -                              | 08                                                     | 56                                                     |
| 29e     | 1984  | Annick Thoumazeau                   | Autant d'amoureux que d'étoiles                     | Français                      | -                              | 08                                                     | 61                                                     |
| 30e     | 1985  | Roger Bens                          | Femme dans ses rêves aussi                          | Français                      | -                              | 10                                                     | 56                                                     |
| 31e     | 1986  | Cocktail Chic                       | Européennes                                         | Français                      | -                              | 17                                                     | 13                                                     |
| 32e     | 1987  | Christine Minier                    | Les mots d'amour n'ont pas de dimanche              | Français                      | -                              | 14                                                     | 44                                                     |
| 33e     | 1988  | Gérard Lenorman                     | Chanteur de charme                                  | Français                      | -                              | 10                                                     | 64                                                     |
| 34e     | 1989  | Nathalie Pâque                      | J'ai volé la vie                                    | Français                      | -                              | 08                                                     | 60                                                     |
| 35e     | 1990  | Joëlle Ursull                       | White and Black Blues                               | Français, anglais             | Blues blanc et noir            | 02                                                     | 132                                                    |
| 36e     | 1991  | Amina                               | C'est le dernier qui a parlé qui a raison           | Français, arabe               | -                              | 02                                                     | 146                                                    |
| 37e     | 1992  | Kali                                | Monté la riviè                                      | Français, créole martiniquais | Monter la rivière              | 08                                                     | 73                                                     |
| 38e     | 1993  | Patrick Fiori                       | Mama Corsica                                        | Français, corse               | Maman Corse                    | 04                                                     | 121                                                    |
| 39e     | 1994  | Nina Morato                         | Je suis un vrai garçon                              | Français                      | -                              | 07                                                     | 74                                                     |
| 40e     | 1995  | Nathalie Santamaria                 | Il me donne rendez-vous                             | Français                      | -                              | 04                                                     | 94                                                     |
| 41e     | 1996  | Dan Ar Braz & l'Héritage des Celtes | Diwanit bugale                                      | Breton                        | Puissiez-vous fleurir, enfants | 19                                                     | 18                                                     |
| 42e     | 1997  | Fanny                               | Sentiments Songes                                   | Français                      | -                              | 07                                                     | 95                                                     |
| 43e     | 1998  | Marie Line                          | Où aller                                            | Français                      | -                              | 24                                                     | 3                                                      |
| 44e     | 1999  | Nayah                               | Je veux donner ma voix                              | Français                      | -                              | 19                                                     | 14                                                     |
| 45e     | 2000  | Sofia Mestari                       | On aura le ciel                                     | Français                      | -                              | 23                                                     | 5                                                      |
| 46e     | 2001  | Natasha St-Pier                     | Je n'ai que mon âme                                 | Français, anglais             | -                              | 04                                                     | 142                                                    |
| 47e     | 2002  | Sandrine François                   | Il faut du temps                                    | Français                      | -                              | 05                                                     | 104                                                    |
| 48e     | 2003  | Louisa Baïleche                     | Monts et Merveilles                                 | Français                      | -                              | 18                                                     | 19                                                     |
| 49e     | 2004  | Jonatan Cerrada                     | À chaque pas                                        | Français, espagnol            | -                              | 15                                                     | 40                                                     |
| 50e     | 2005  | Ortal                               | Chacun pense à soi                                  | Français                      | -                              | 23                                                     | 11                                                     |
| 51e     | 2006  | Virginie Pouchain                   | Il était temps                                      | Français                      | -                              | 22                                                     | 5                                                      |
| 52e     | 2007  | Les Fatals Picards                  | L'Amour à la française                              | Français, anglais             | -                              | 22                                                     | 19                                                     |
| 53e     | 2008  | Sébastien Tellier                   | Divine                                              | Anglais, français             | -                              | 19                                                     | 47                                                     |
| 54e     | 2009  | Patricia Kaas                       | Et s'il fallait le faire                            | Français                      | -                              | 08                                                     | 107                                                    |
| 55e     | 2010  | Jessy Matador                       | Allez ola olé                                       | Français                      | -                              | 12                                                     | 82                                                     |
| 56e     | 2011  | Amaury Vassili                      | Sognu                                               | Corse                         | Je rêve                        | 15                                                     | 82                                                     |
| 57e     | 2012  | Anggun                              | Echo (You and I)                                    | Français, anglais             | Écho (Toi et moi)              | 22                                                     | 21                                                     |
| 58e     | 2013  | Amandine Bourgeois                  | L'Enfer et moi                                      | Français                      | -                              | 23                                                     | 14                                                     |
| 59e     | 2014  | Twin Twin                           | Moustache                                           | Français, anglais, espagnol   | -                              | 26                                                     | 2                                                      |
| 60e     | 2015  | Lisa Angell                         | N'oubliez pas                                       | Français                      | -                              | 25                                                     | 4                                                      |
| 61e     | 2016  | Amir                                | J'ai cherché                                        | Français, anglais             | -                              | 06                                                     | 257                                                    |
| 62e     | 2017  | Alma                                | Requiem                                             | Français, anglais             | -                              | 12                                                     | 135                                                    |
| 63e     | 2018  | Madame Monsieur                     | Mercy                                               | Français                      | -                              | 13                                                     | 173                                                    |
| 64e     | 2019  | Bilal Hassani                       | Roi                                                 | Français, anglais             | -                              | 16                                                     | 105                                                    |
| 65e     | 2020  | Tom Leeb                            | Mon alliée (The Best In Me)                         | Français, anglais             | (Le meilleur de moi)           | Concours annulé à la suite de la pandémie de COVID-19. | Concours annulé à la suite de la pandémie de COVID-19. |
| 65e     | 2021  | Barbara Pravi                       | Voilà                                               | Français                      | -                              | 02                                                     | 499                                                    |
| 66e     | 2022  | Alvan & Ahez                        | Fulenn                                              | Breton                        | Étincelle ou Jeune fille       | 24                                                     | 17                                                     |
| 67e     | 2023  | La Zarra                            | Évidemment                                          | Français                      | -                              | 16                                                     | 104                                                    |
| 68e     | 2024  | Slimane                             | Mon amour                                           | Français                      | -                              | 04                                                     | 445                                                    |
| 69e     | 2025  | Louane                              | Maman                                               | Français                      | -                              | 07                                                     | 230                                                    |

- Première place
- Deuxième place
- Troisième place
- Dernière place
- France organisatrice

## Galerie

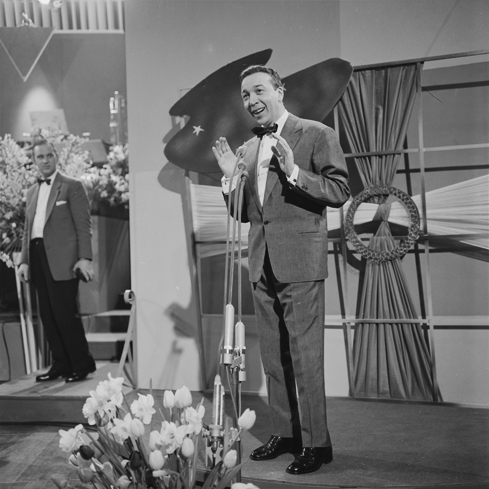
André Claveau à Hilversum (1958).
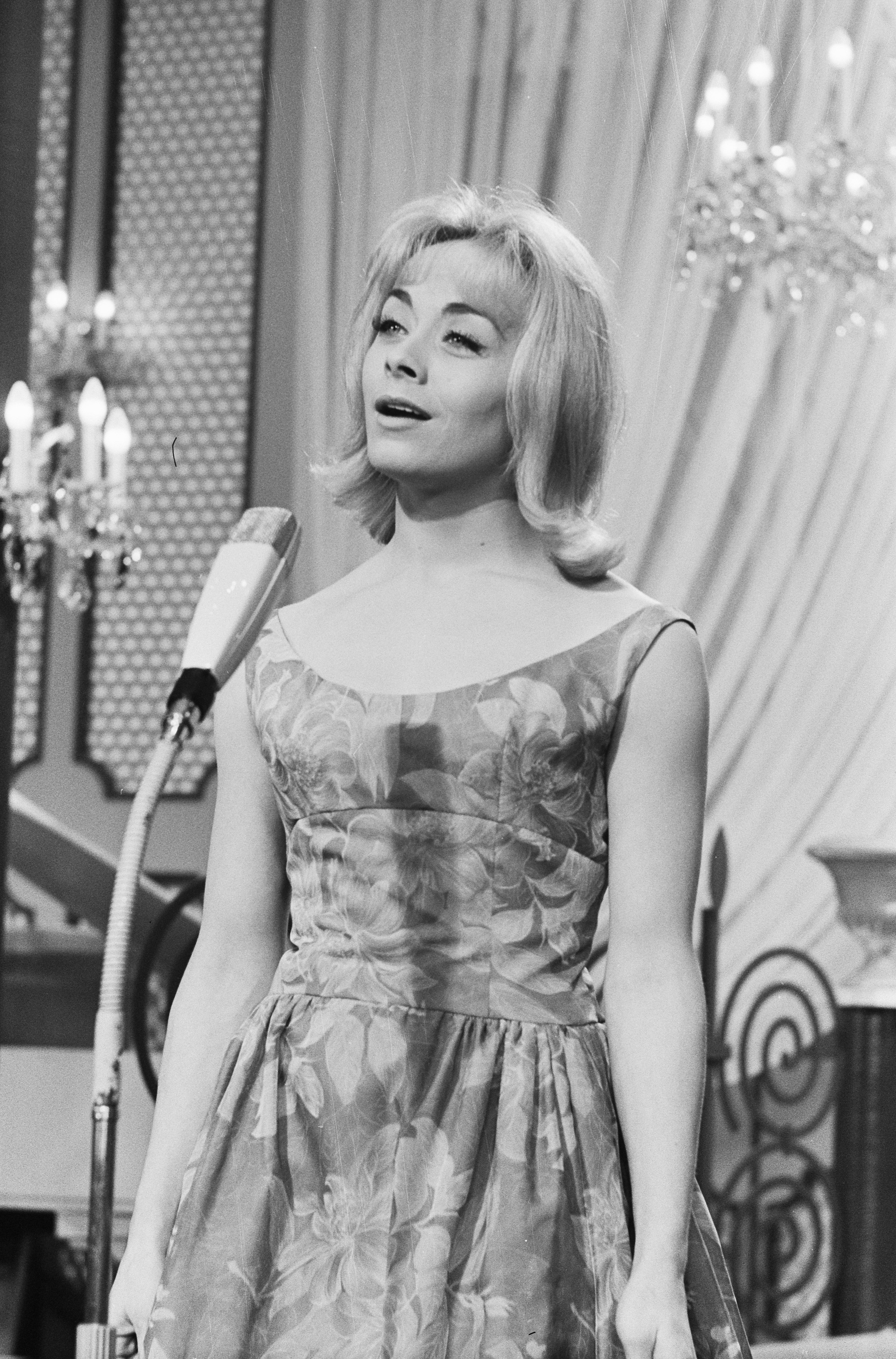
Isabelle Aubret à Luxembourg (1962).
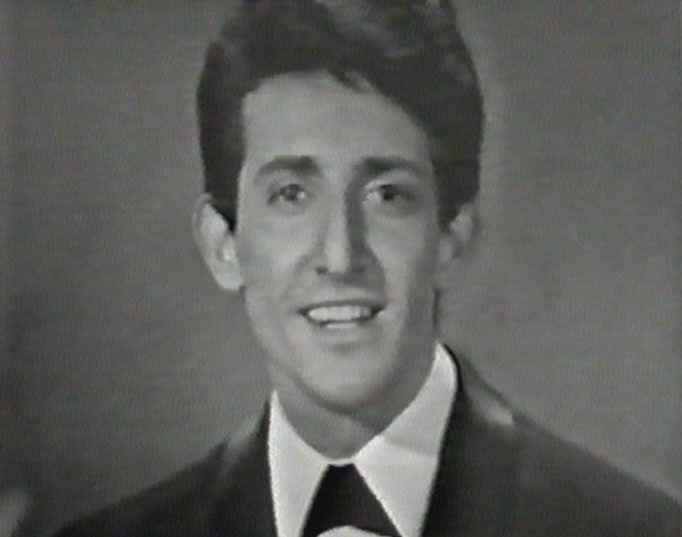
Guy Mardel à Naples (1965).
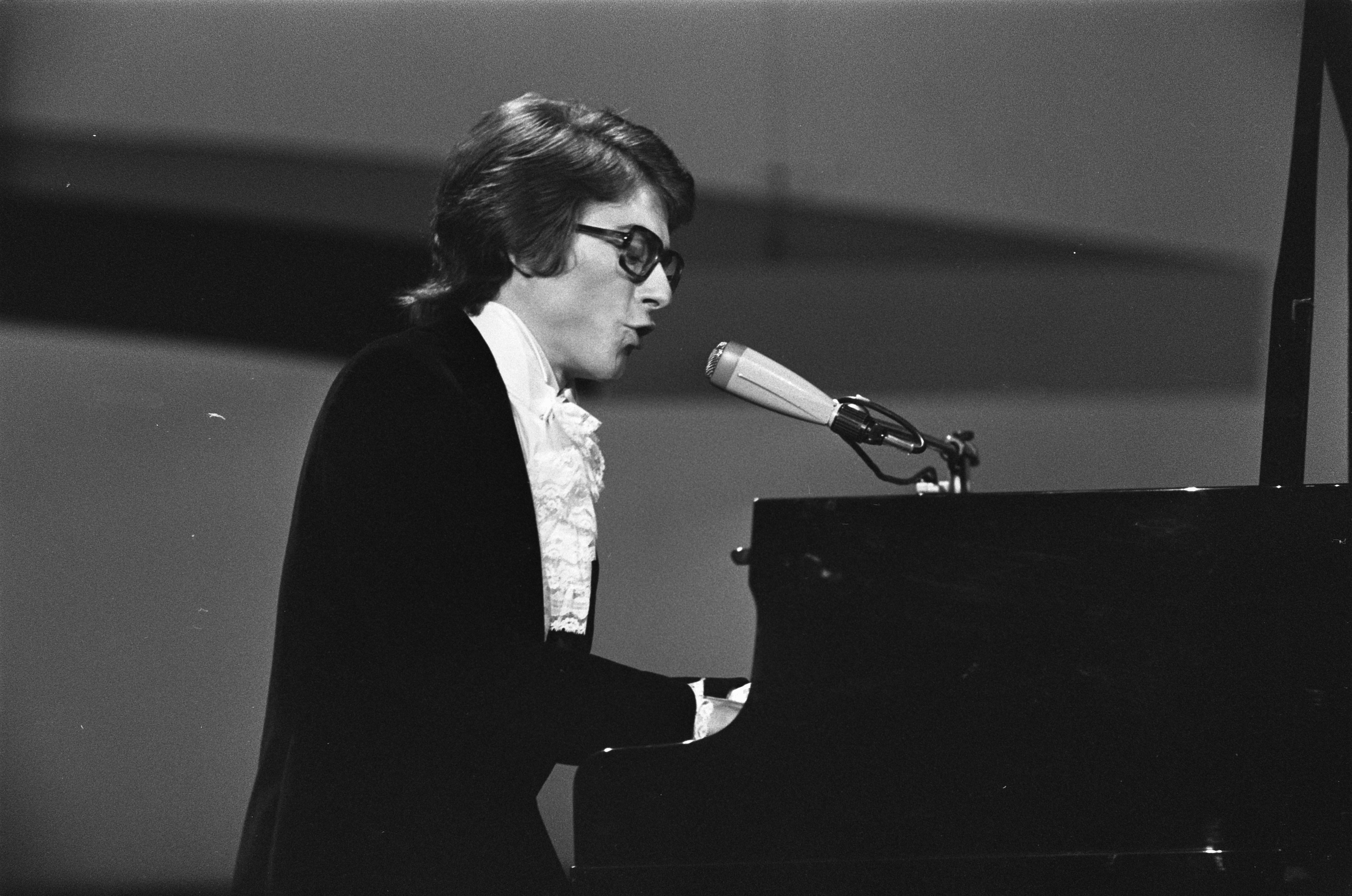
Guy Bonnet à Amsterdam (1970).
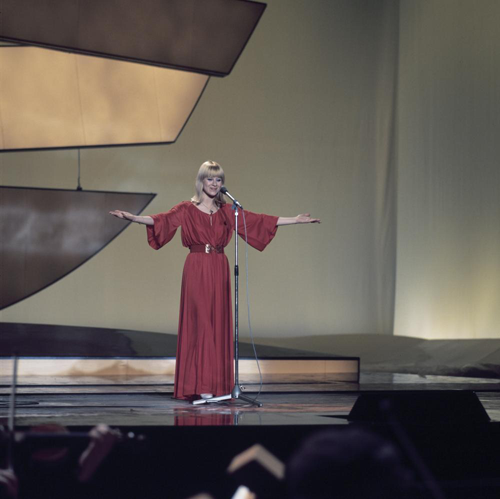
Catherine Ferry à la Haye (1976).
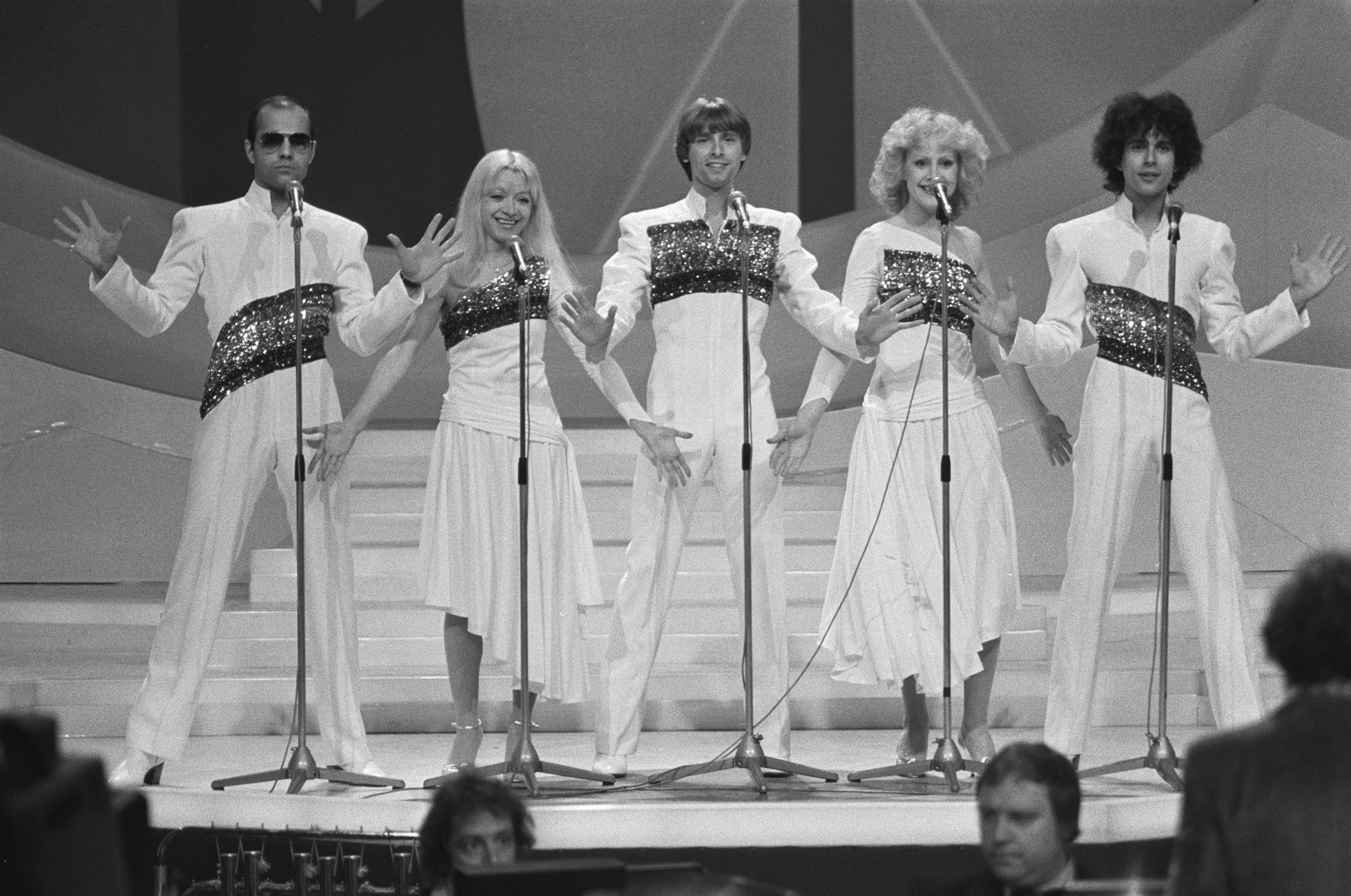
Profil à la Haye (1980).
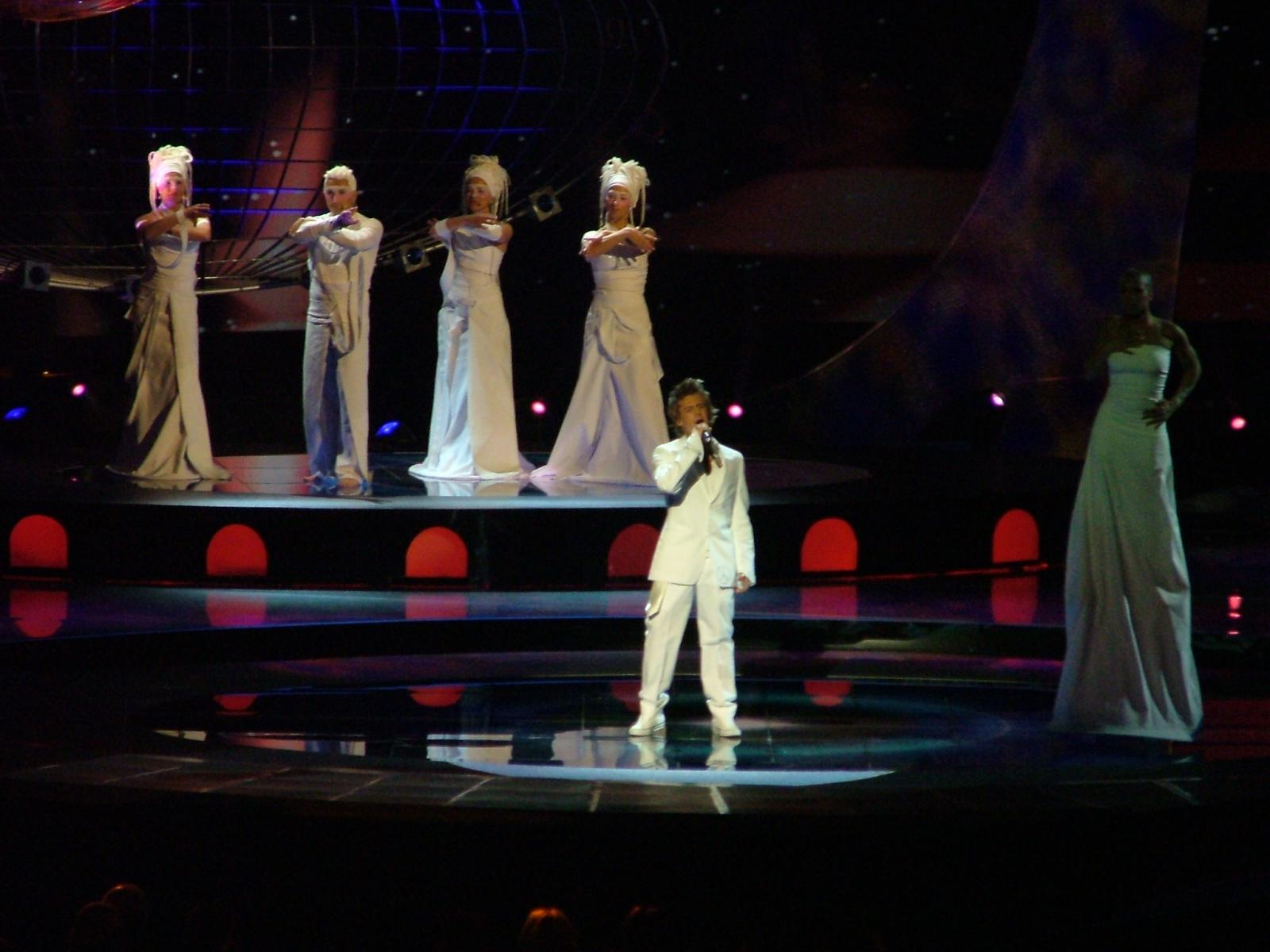
Jonatan Cerrada à Istanbul (2004).
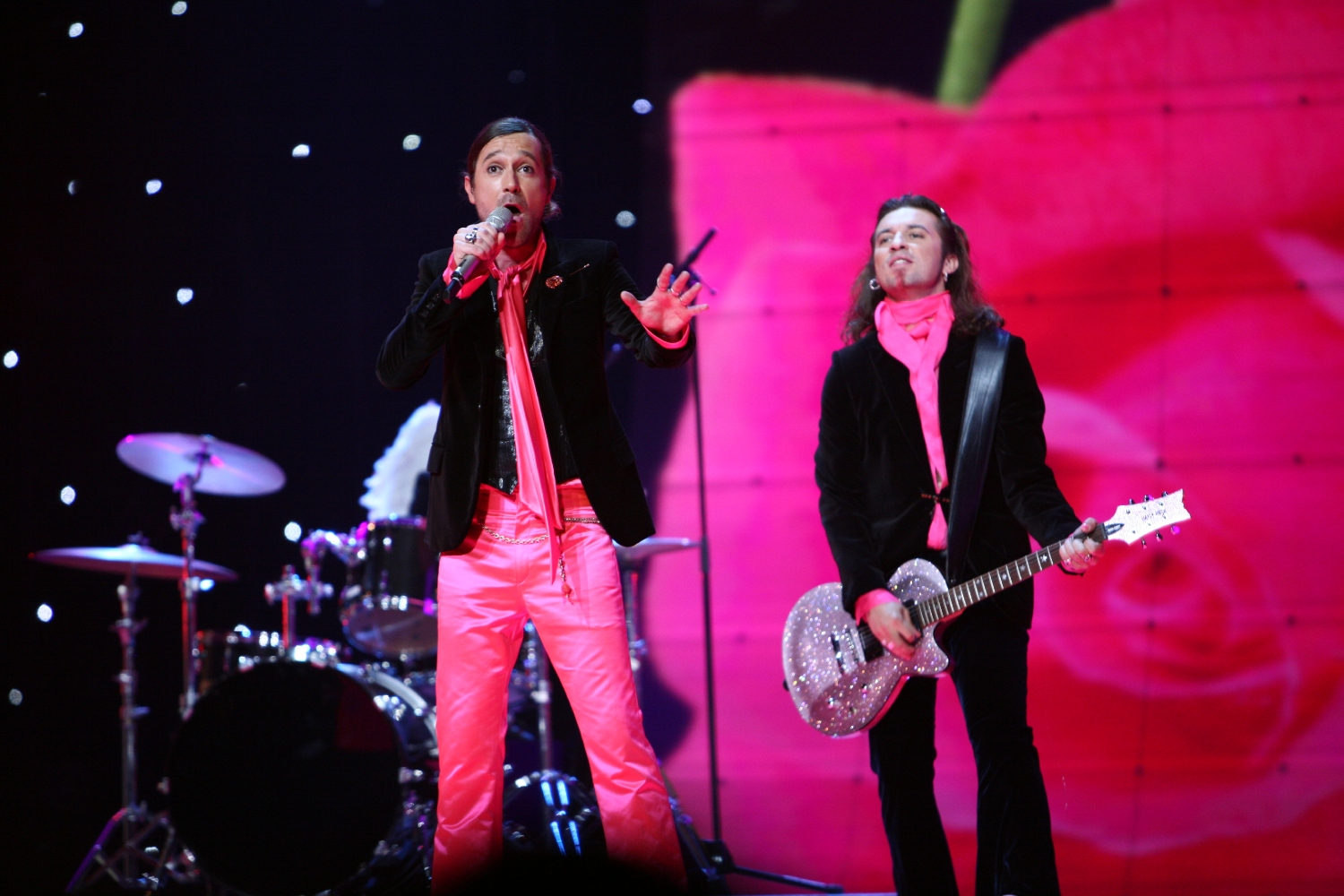
Les Fatals Picards à Helsinki (2007).
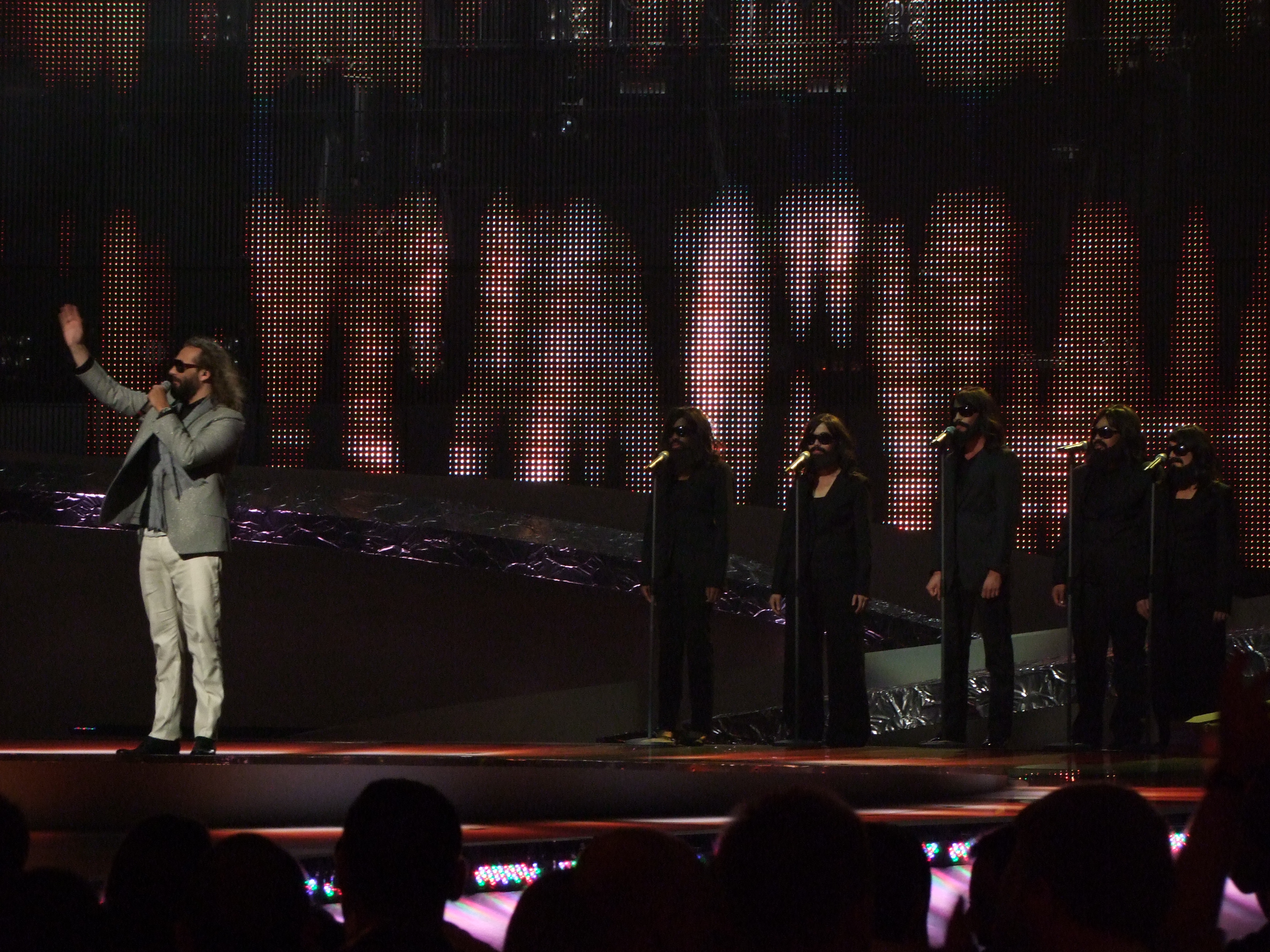
Sébastien Tellier à Belgrade (2008).
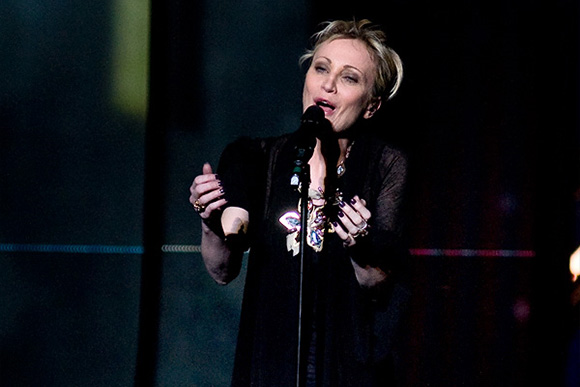
Patricia Kaas à Moscou (2009).
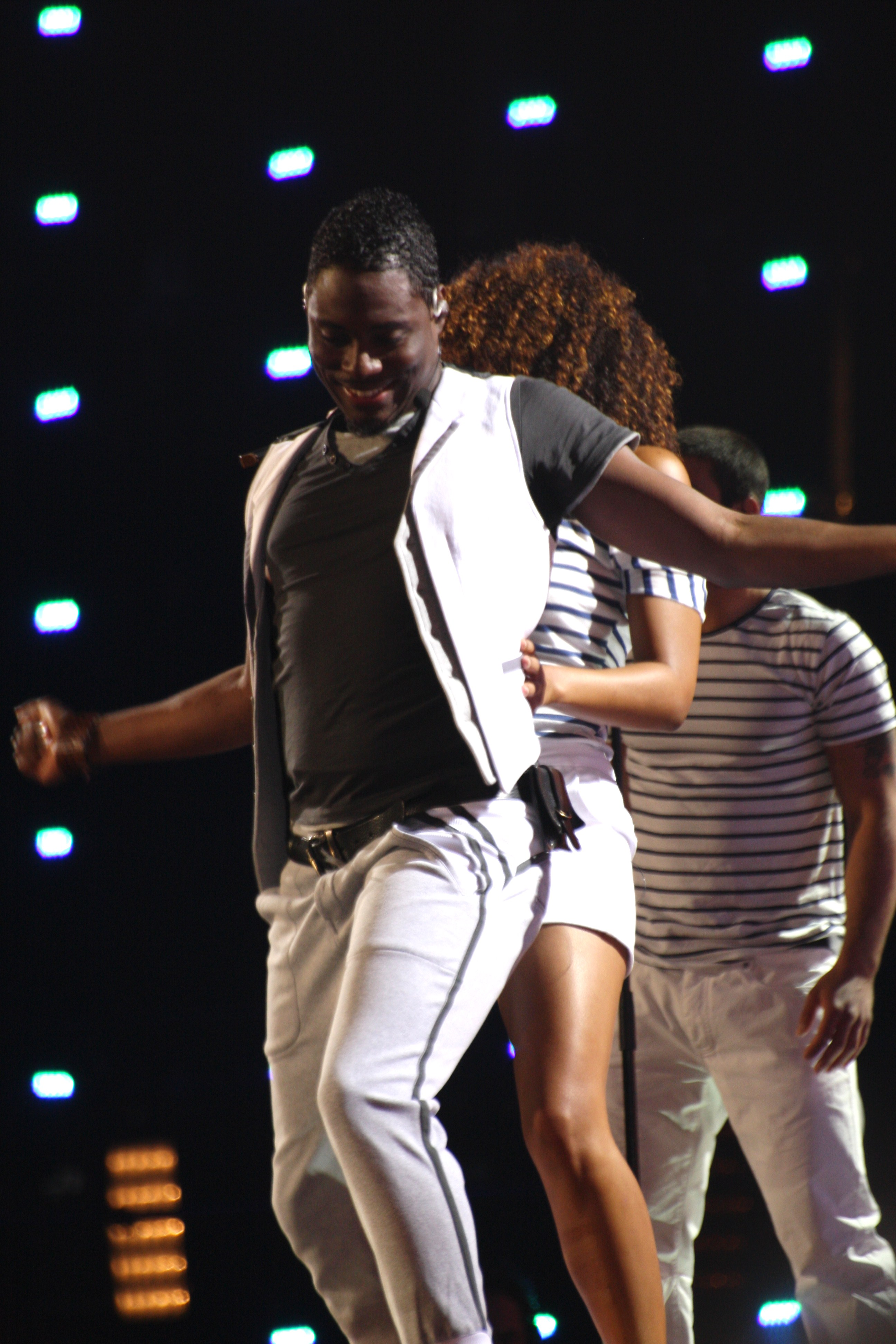
Jessy Matador à Oslo (2010).
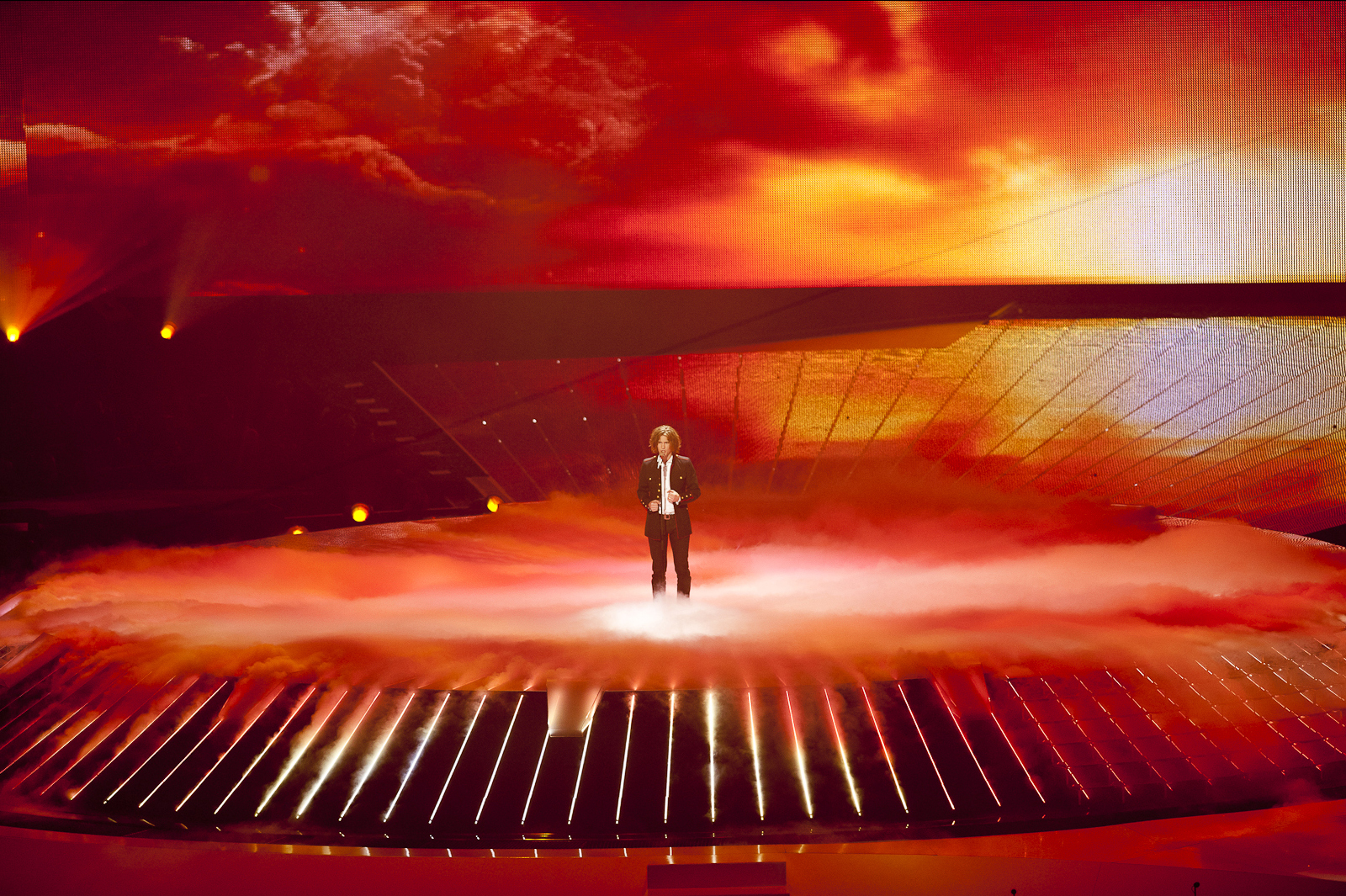
Amaury Vassili à Düsseldorf (2011).
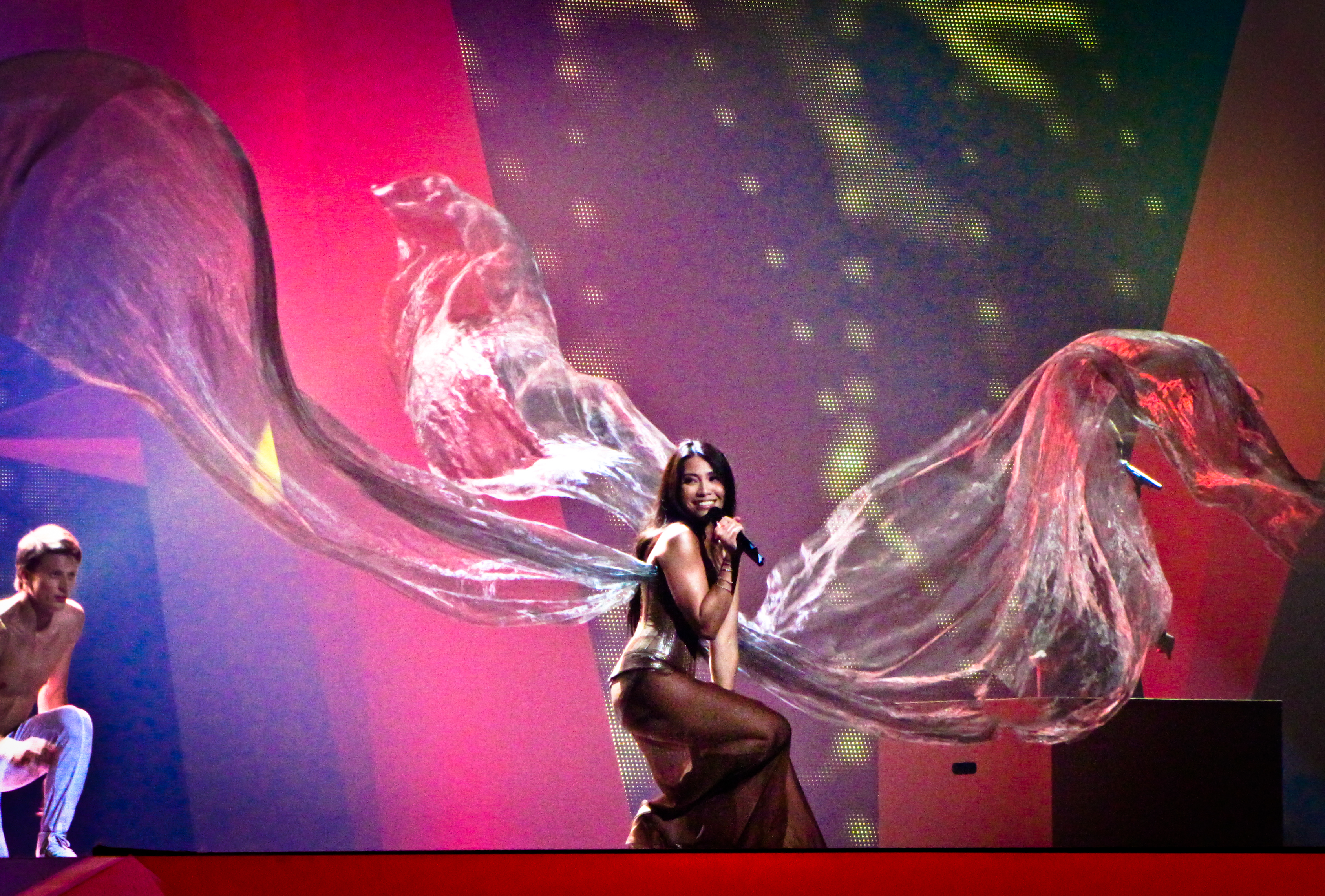
Anggun à Bakou (2012).
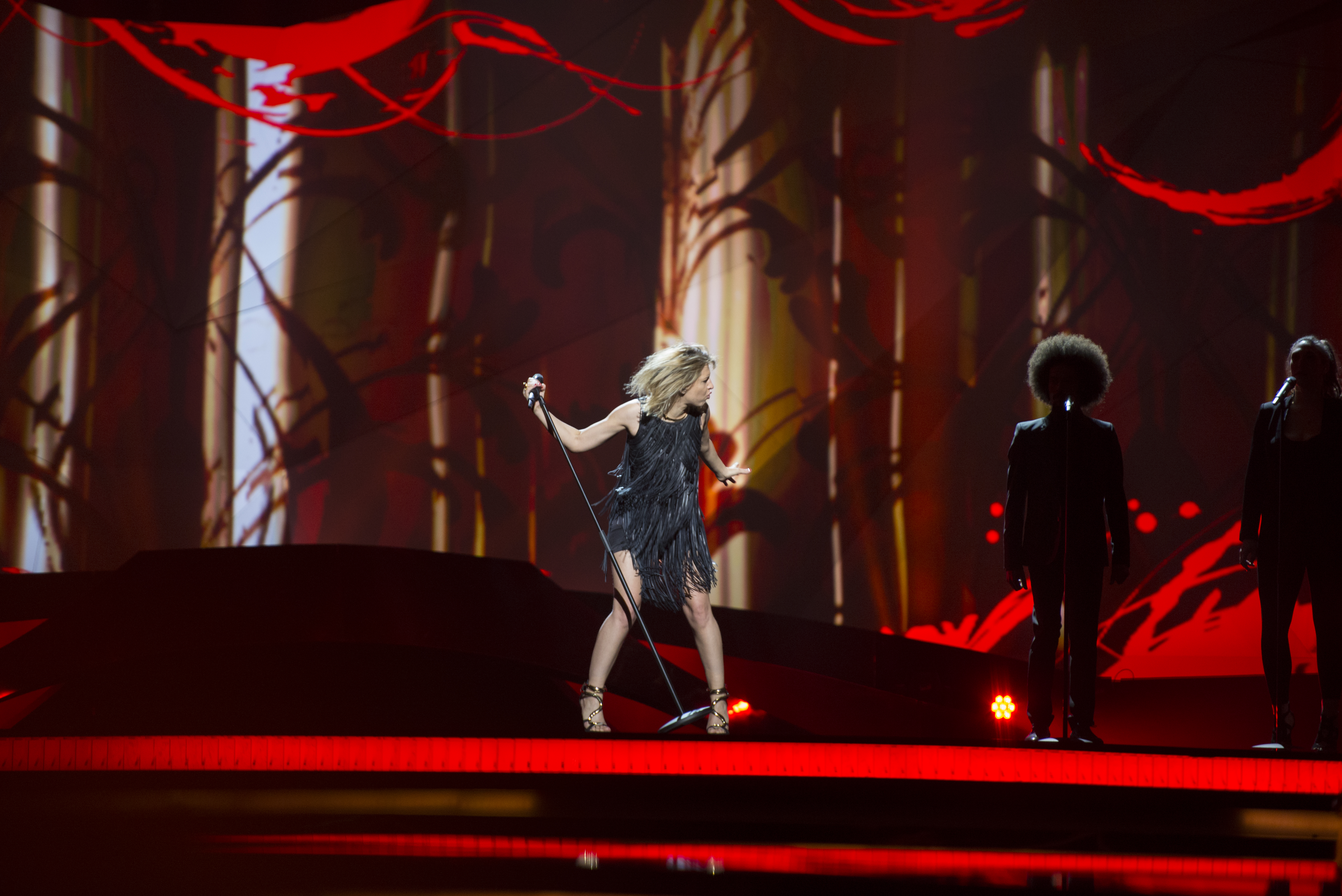
Amandine Bourgeois à Malmö (2013).
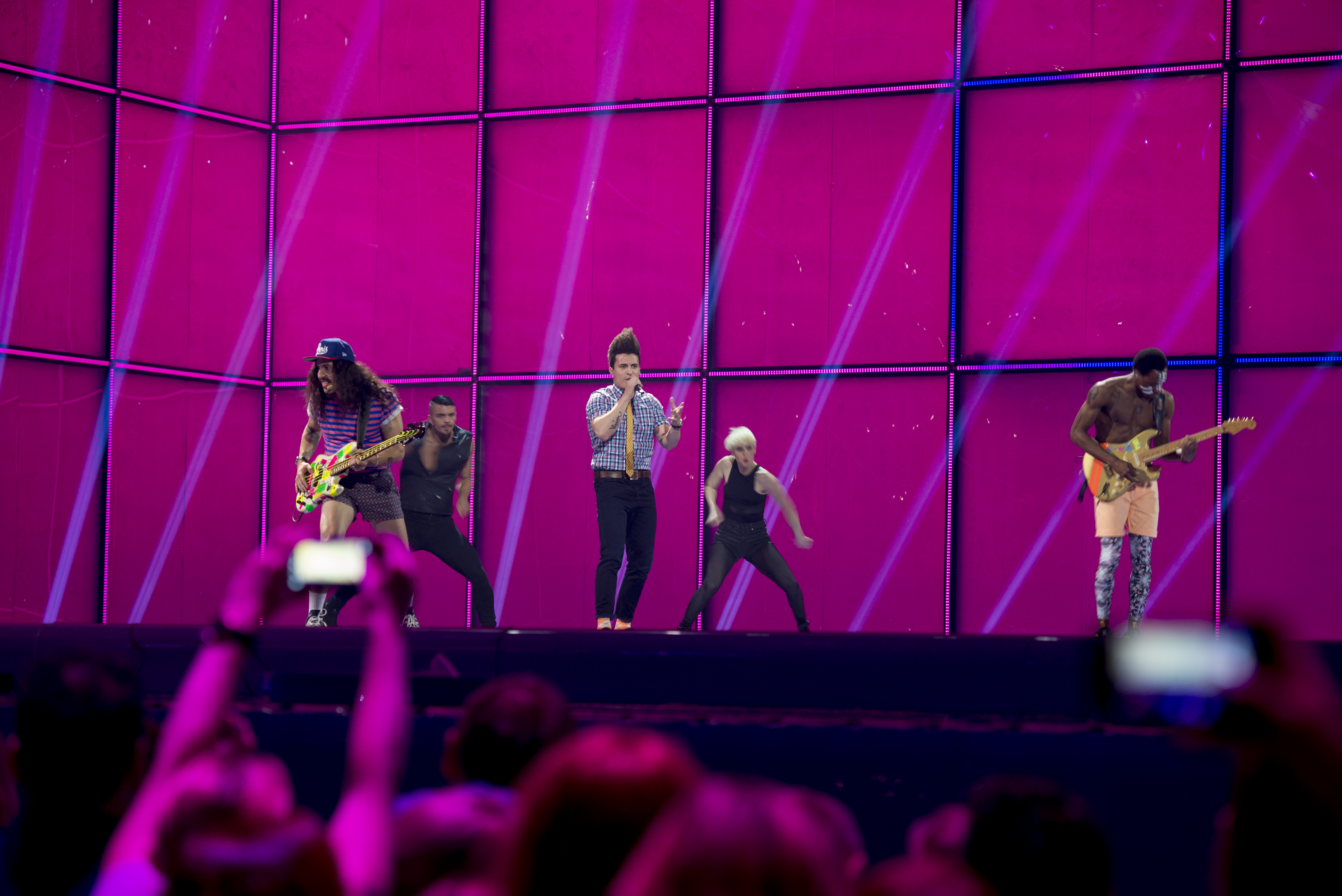
Twin Twin à Copenhague (2014).
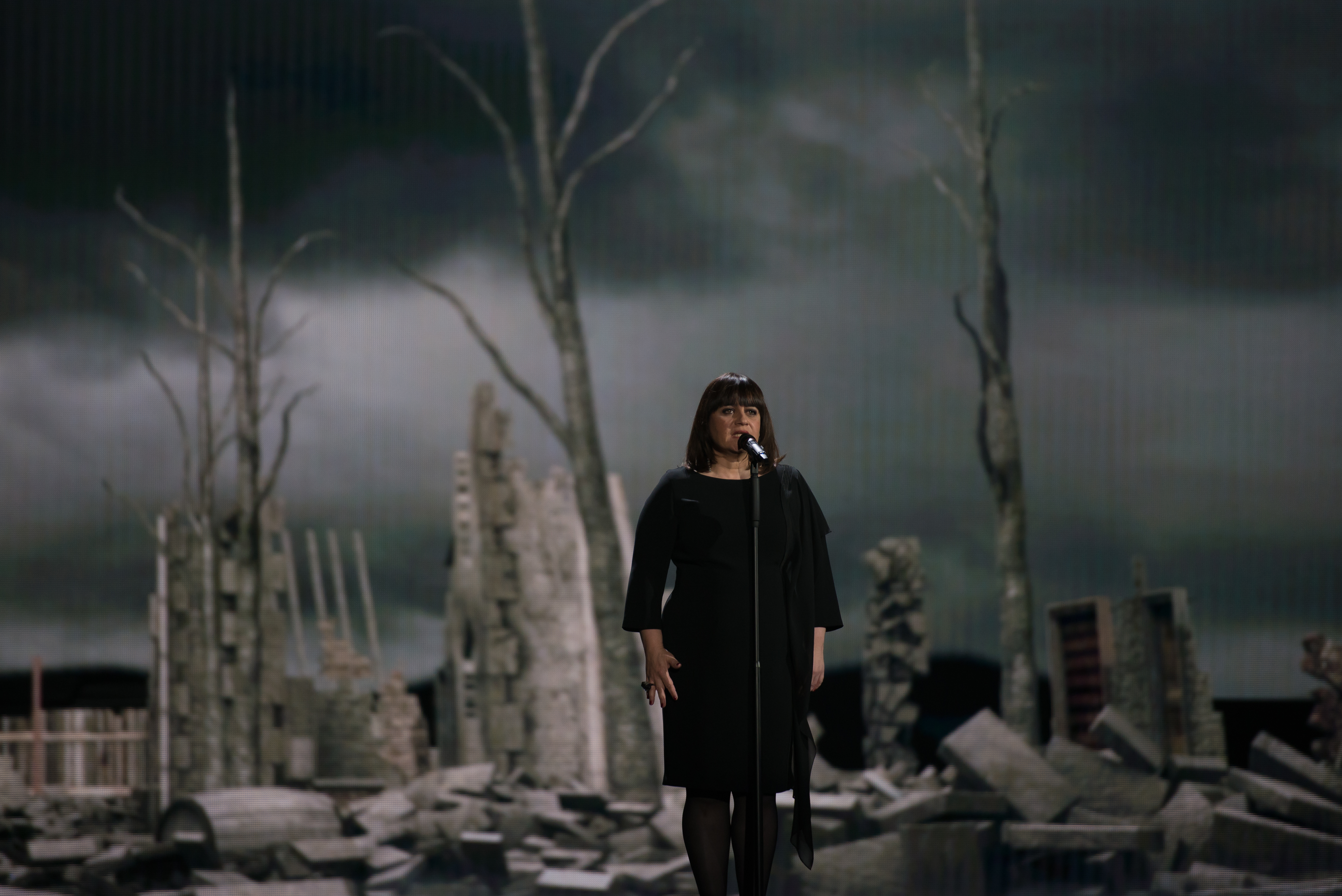
Lisa Angell à Vienne (2015).
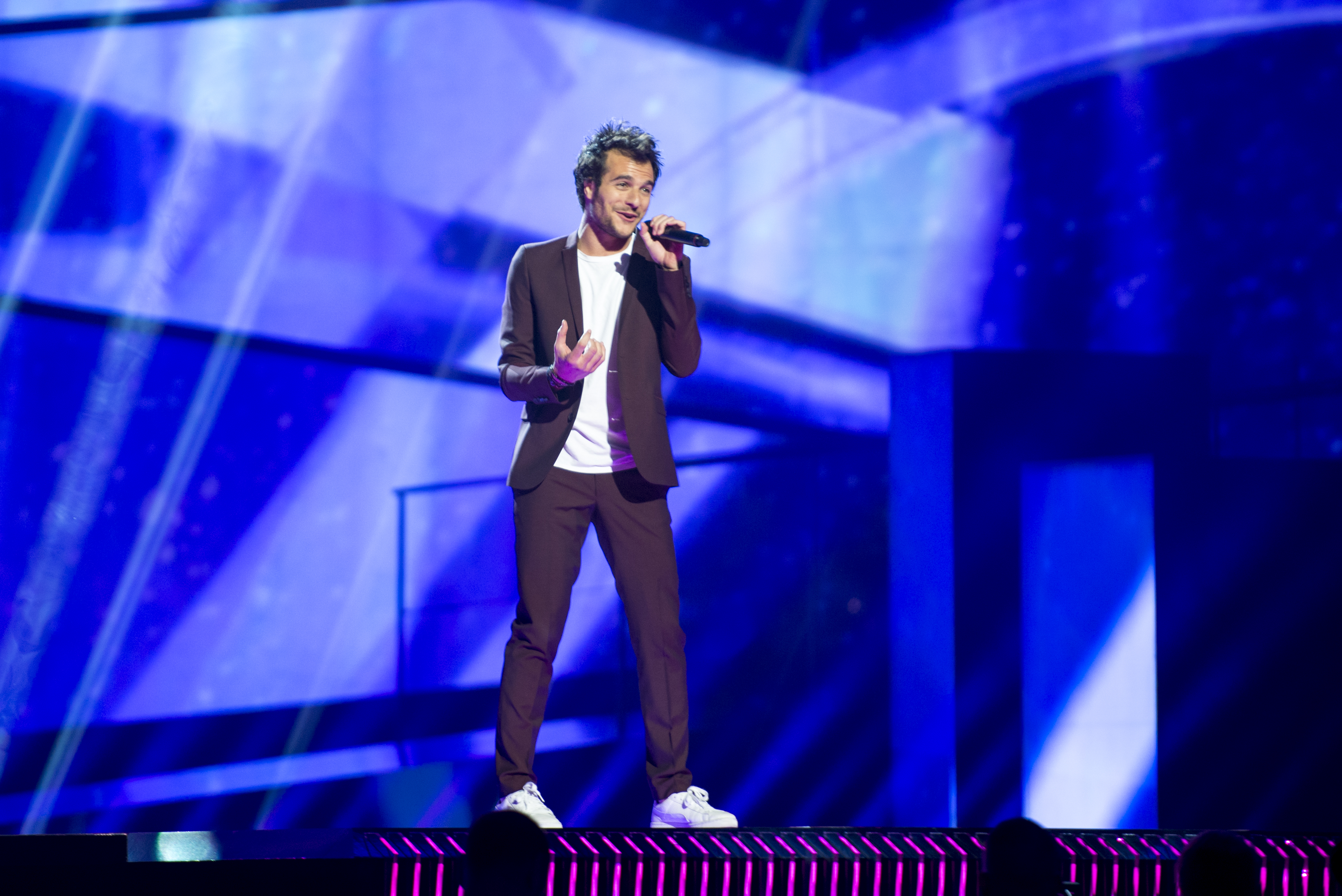
Amir à Stockholm (2016).
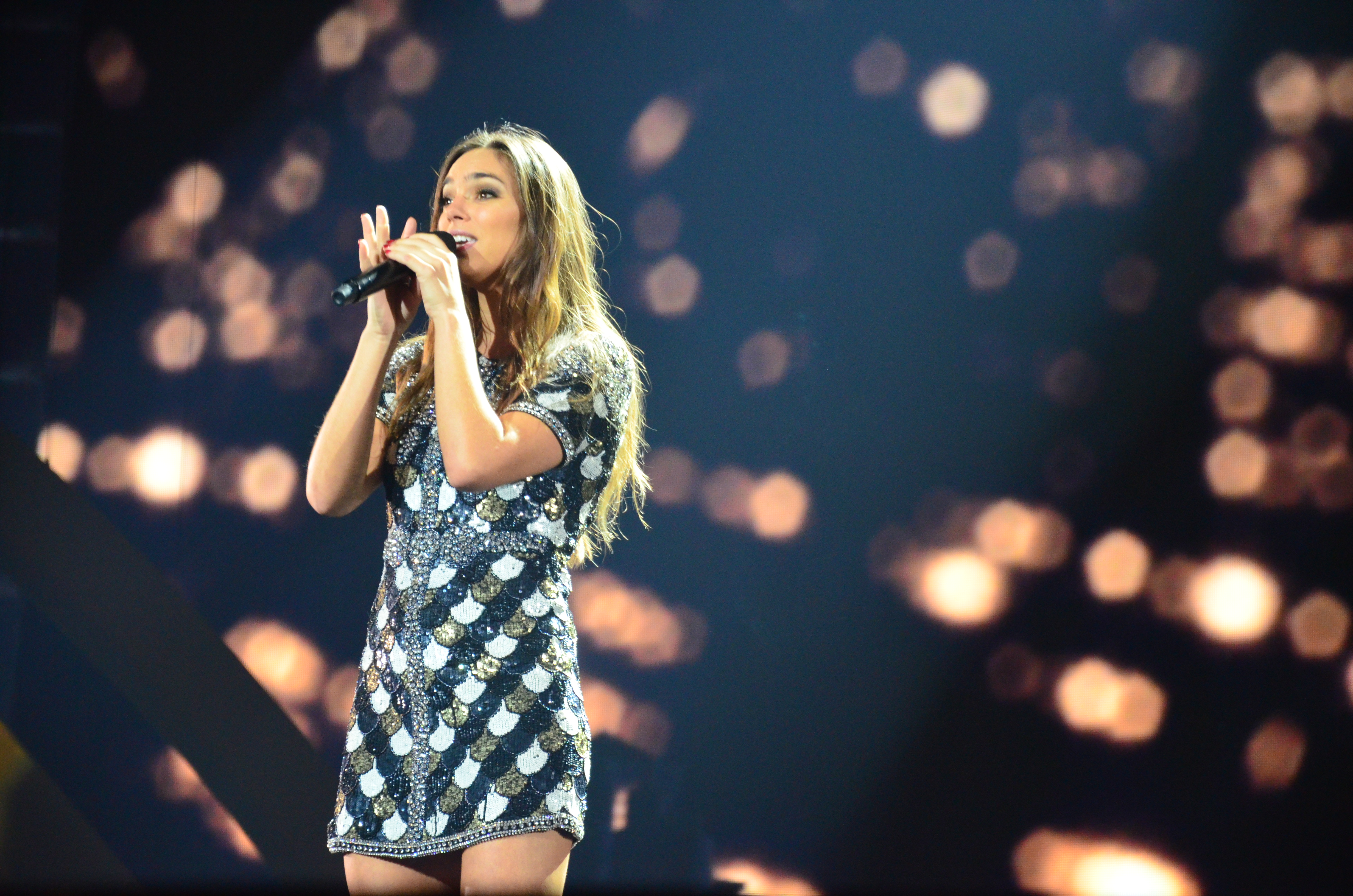
Alma à Kiev (2017).
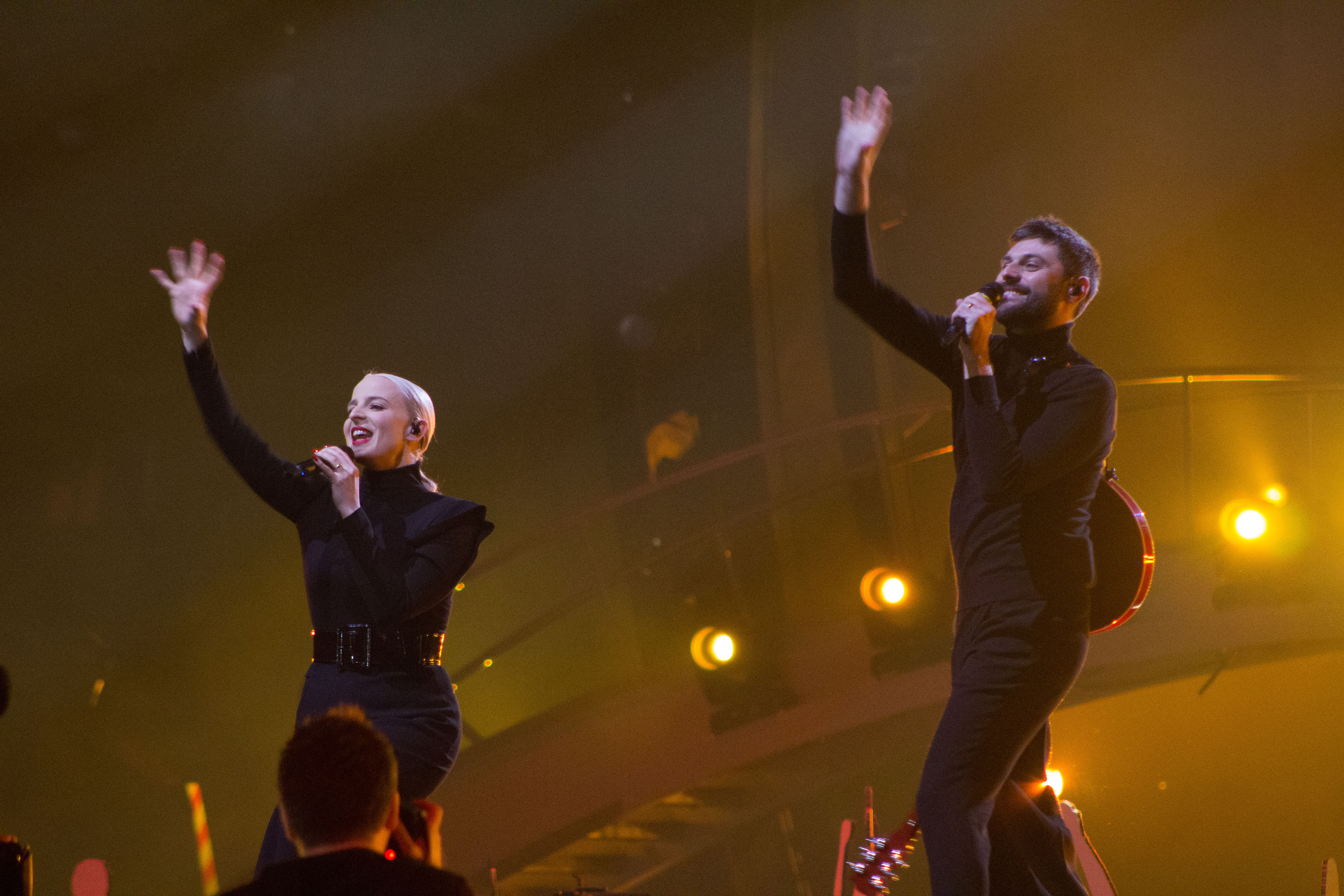
Madame Monsieur à Lisbonne (2018).
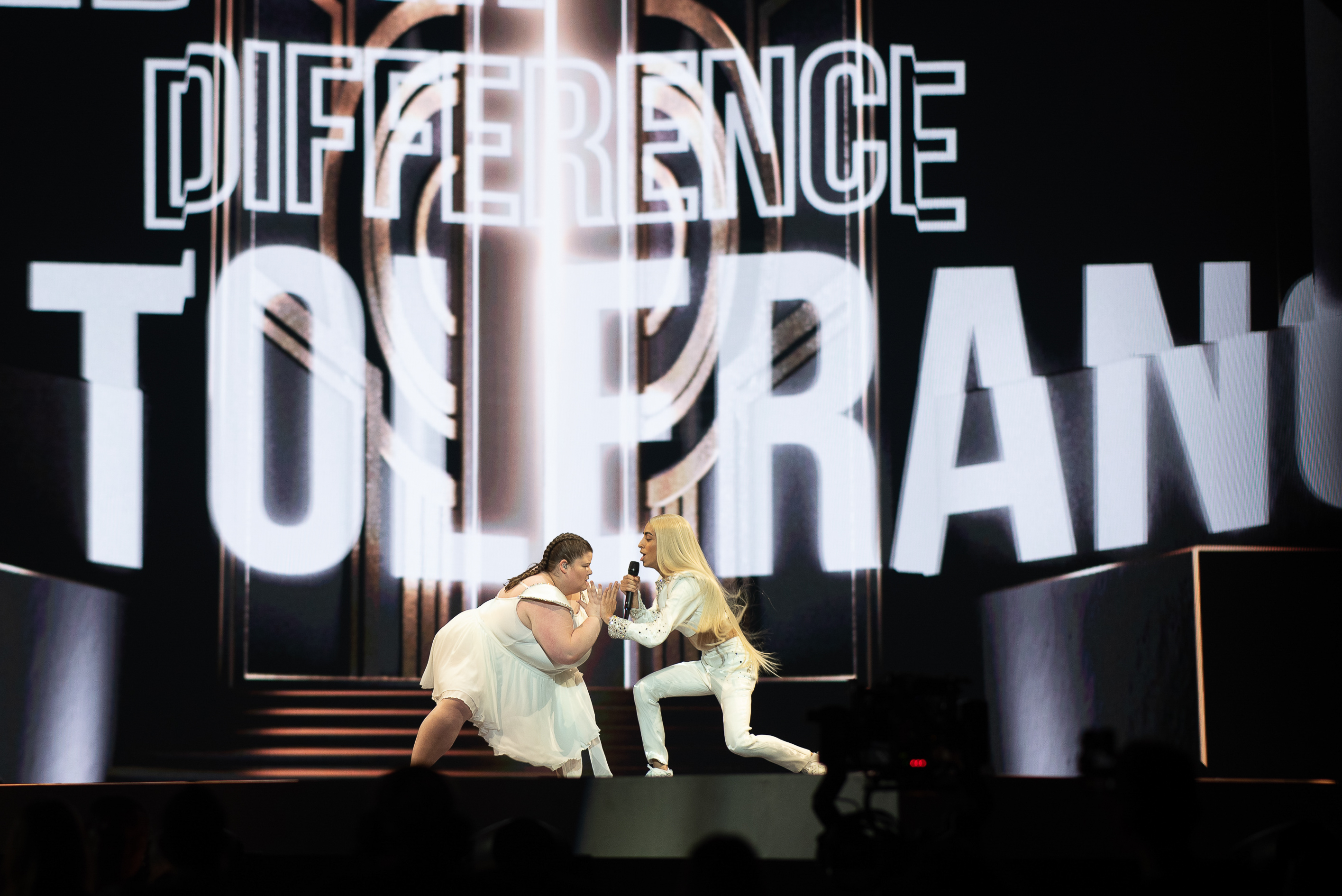
Bilal Hassani à Tel Aviv (2019).
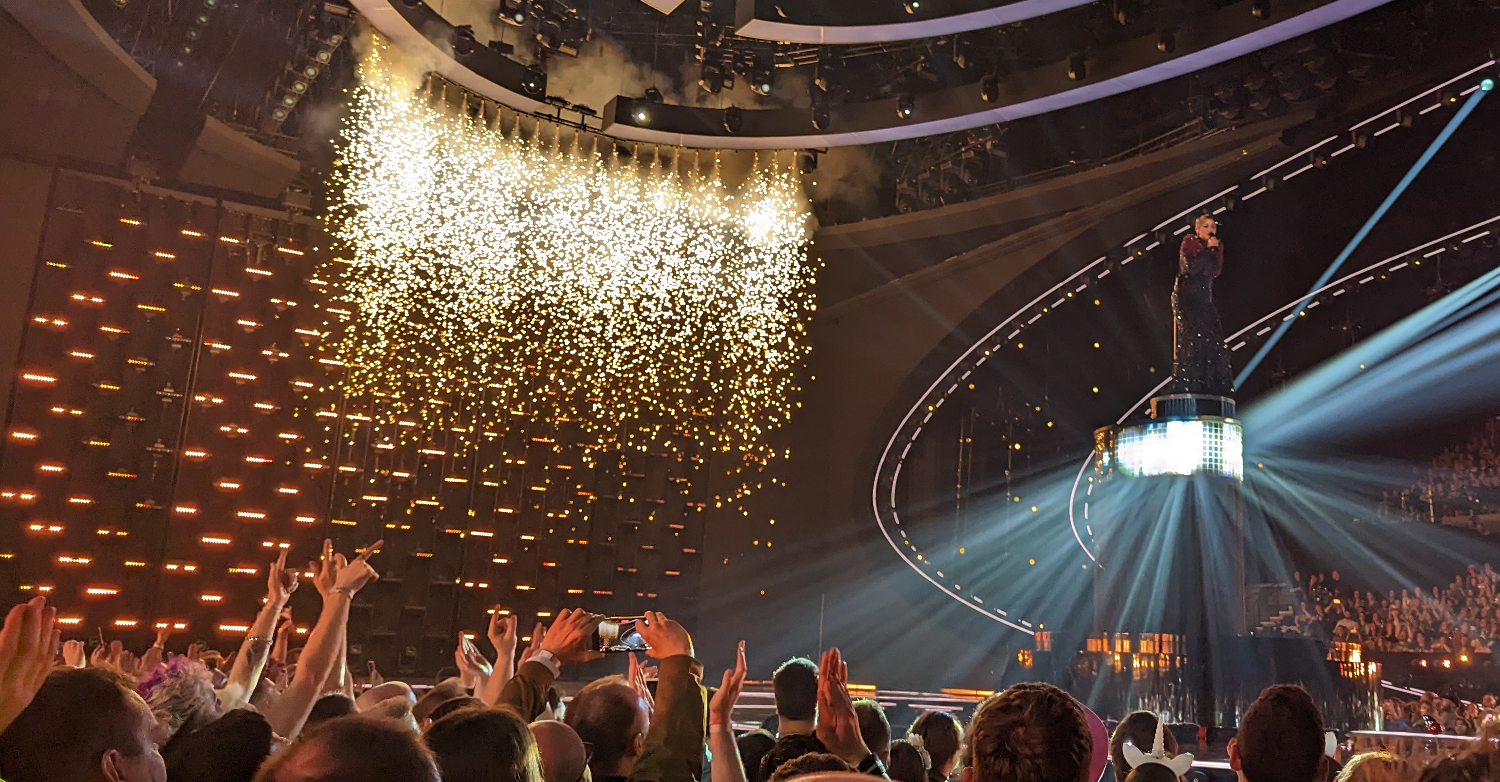
La Zarra à Liverpool (2023).
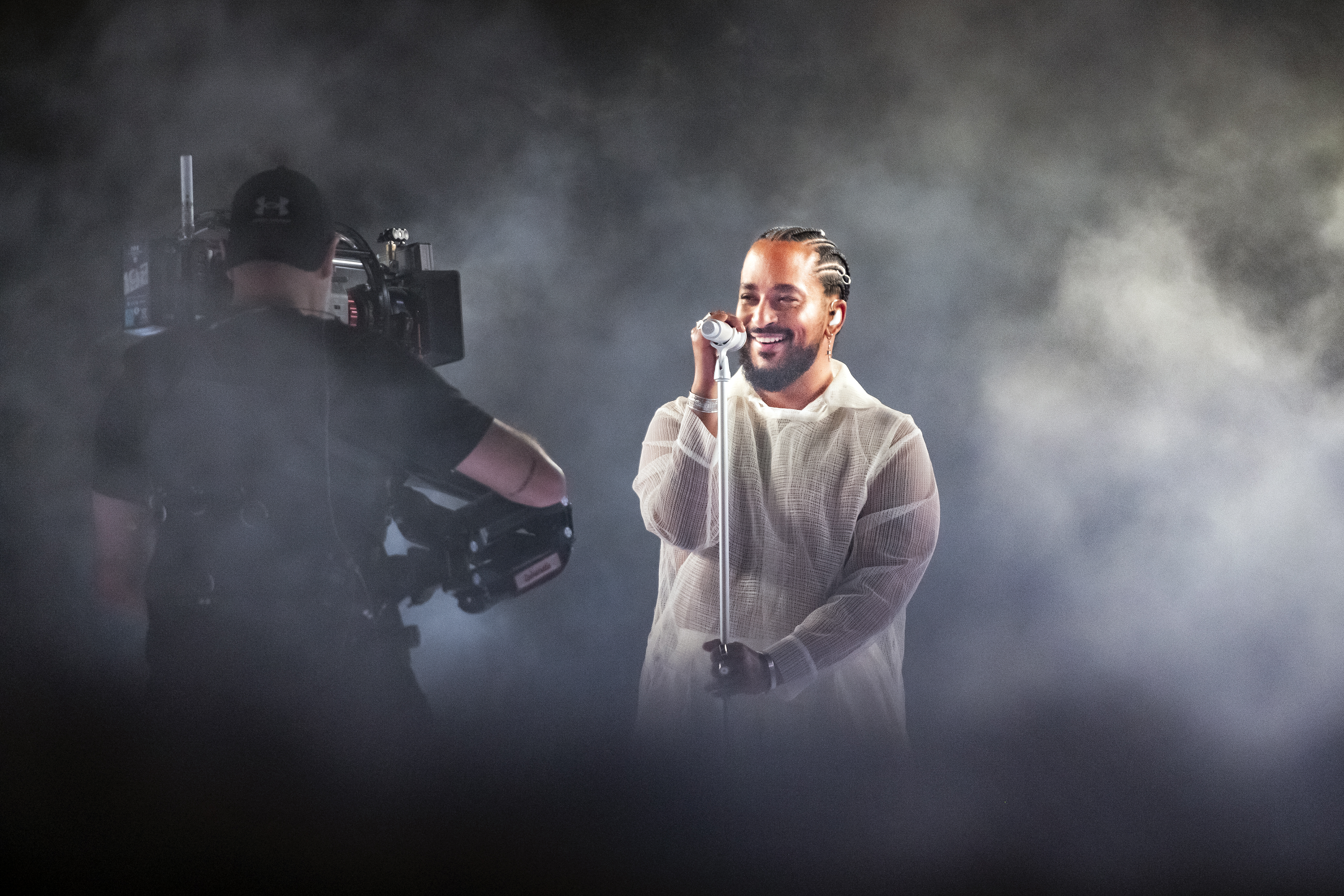
Slimane à Malmö (2024).
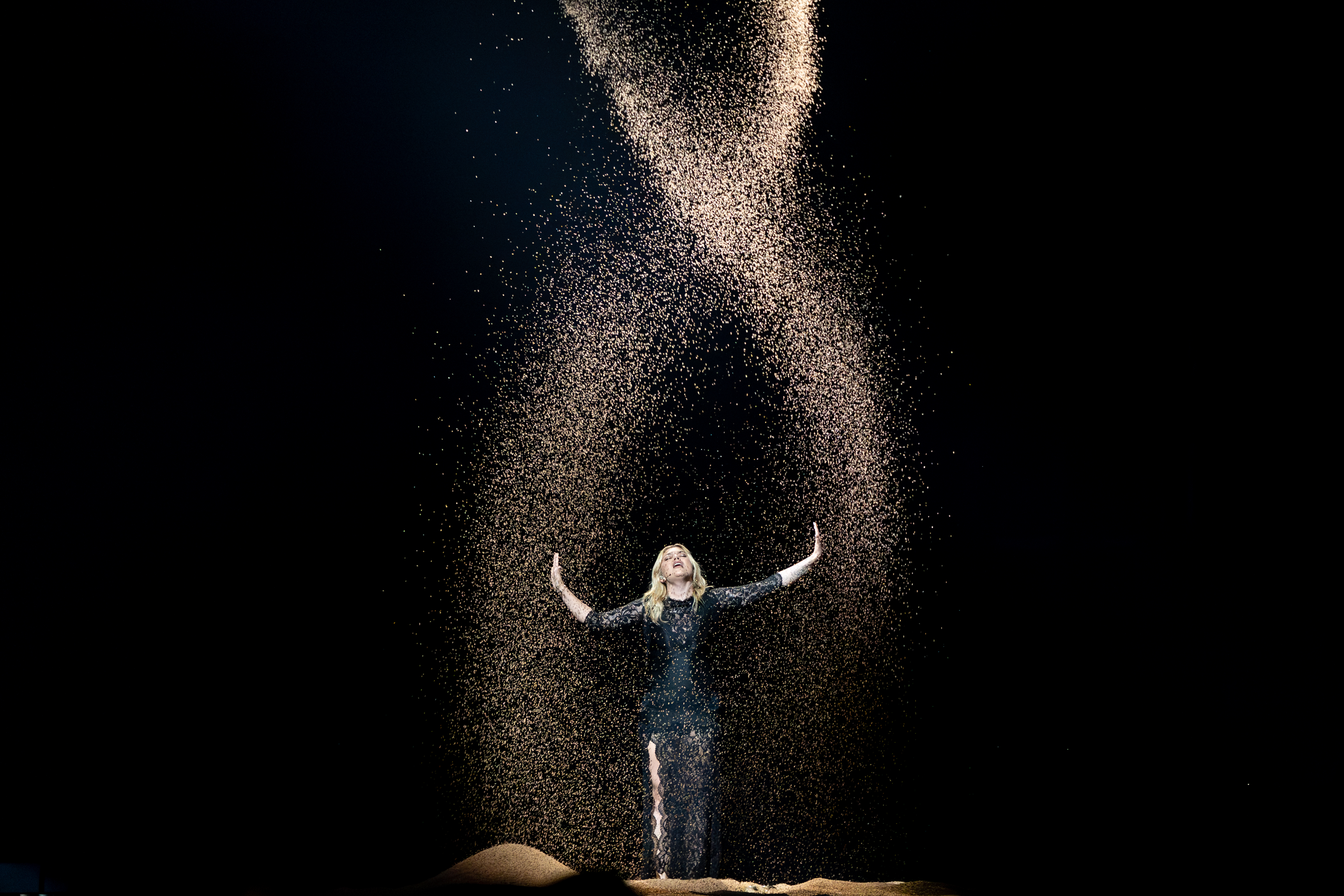
Louane à Bâle (2025).

## Chefs d'orchestre, commentateurs et porte-paroles
Depuis ses débuts en 1956, la télévision française a souvent recouru à ses présentateurs les plus célèbres pour commenter le concours : Pierre Tchernia, Léon Zitrone, Georges de Caunes ou encore Michel Drucker. Jusqu'en 1979, Monaco retransmettait lors de chaque finale, les commentaires de la télévision française.
| Chaîne                                                                          | Année | Chef d'orchestre     | Commentateur(s)                                      | Commentateur(s)                                      | Porte-parole(s)                                      | Chef de délégation    |
| Chaîne                                                                          | Année | Chef d'orchestre     | en finale                                            | en demi-finale                                       | Porte-parole(s)                                      | Chef de délégation    |
| ------------------------------------------------------------------------------- | ----- | -------------------- | ---------------------------------------------------- | ---------------------------------------------------- | ---------------------------------------------------- | --------------------- |
| RTF                                                                             | 1956  | Franck Pourcel       | Michèle Rebel                                        | NC                                                   | -                                                    | NC                    |
| RTF                                                                             | 1957  | Paul Durand          | Robert Beauvais                                      | NC                                                   | Claude Darget                                        | NC                    |
| RTF                                                                             | 1958  | Franck Pourcel       | Pierre Tchernia                                      | NC                                                   | Armand Lanoux                                        | NC                    |
| RTF                                                                             | 1959  | Franck Pourcel       | Claude Darget                                        | NC                                                   | Marianne Lecène                                      | NC                    |
| RTF                                                                             | 1960  | Franck Pourcel       | Pierre Tchernia                                      | NC                                                   | Armand Lanoux                                        | NC                    |
| RTF                                                                             | 1961  | Franck Pourcel       | Robert Beauvais                                      | NC                                                   | Armand Lanoux                                        | NC                    |
| RTF                                                                             | 1962  | Franck Pourcel       | Pierre Tchernia                                      | NC                                                   | André Valmy                                          | NC                    |
| RTF                                                                             | 1963  | Franck Pourcel       | Pierre Tchernia                                      | NC                                                   | Armand Lanoux                                        | NC                    |
| RTF                                                                             | 1964  | Franck Pourcel       | Robert Beauvais                                      | NC                                                   | Jean-Claude Massoulier                               | NC                    |
| ORTF (e entre 1965 et 1967 puis en 1972 et 1973) (2e chaîne entre 1968 et 1971) | 1965  | Franck Pourcel       | Pierre Tchernia                                      | NC                                                   | Jean-Claude Massoulier                               | NC                    |
| ORTF (e entre 1965 et 1967 puis en 1972 et 1973) (2e chaîne entre 1968 et 1971) | 1966  | Franck Pourcel       | François Deguelt                                     | NC                                                   | Jean-Claude Massoulier                               | NC                    |
| ORTF (e entre 1965 et 1967 puis en 1972 et 1973) (2e chaîne entre 1968 et 1971) | 1967  | Franck Pourcel       | Pierre Tchernia                                      | NC                                                   | Jean-Claude Massoulier                               | NC                    |
| ORTF (e entre 1965 et 1967 puis en 1972 et 1973) (2e chaîne entre 1968 et 1971) | 1968  | Alain Goraguer       | Pierre Tchernia                                      | NC                                                   | Jean-Claude Massoulier                               | NC                    |
| ORTF (e entre 1965 et 1967 puis en 1972 et 1973) (2e chaîne entre 1968 et 1971) | 1969  | Franck Pourcel       | Pierre Tchernia                                      | NC                                                   | Jean-Claude Massoulier                               | NC                    |
| ORTF (e entre 1965 et 1967 puis en 1972 et 1973) (2e chaîne entre 1968 et 1971) | 1970  | Franck Pourcel       | Pierre Tchernia                                      | NC                                                   | Jean-Claude Massoulier                               | NC                    |
| ORTF (e entre 1965 et 1967 puis en 1972 et 1973) (2e chaîne entre 1968 et 1971) | 1971  | Franck Pourcel       | Georges de Caunes                                    | NC                                                   | -                                                    | NC                    |
| ORTF (e entre 1965 et 1967 puis en 1972 et 1973) (2e chaîne entre 1968 et 1971) | 1972  | Franck Pourcel       | Pierre Tchernia                                      | NC                                                   | -                                                    | NC                    |
| ORTF (e entre 1965 et 1967 puis en 1972 et 1973) (2e chaîne entre 1968 et 1971) | 1973  | Jean Claudric        | Pierre Tchernia                                      | NC                                                   | -                                                    | NC                    |
| retrait                                                                         | 1974  | retrait              | retrait                                              | retrait                                              | retrait                                              | retrait               |
| TF1                                                                             | 1975  | Jean Musy            | Georges de Caunes                                    | NC                                                   | Marc Menant                                          | NC                    |
| TF1                                                                             | 1976  | Tony Rallo           | Jean-Claude Massoulier                               | NC                                                   | Marc Menant                                          | NC                    |
| TF1                                                                             | 1977  | Raymond Donnez       | Georges de Caunes                                    | NC                                                   | Marc Menant                                          | NC                    |
| TF1                                                                             | 1978  | Alain Goraguer       | Léon Zitrone et Denise Fabre                         | NC                                                   | Marc Menant                                          | NC                    |
| TF1                                                                             | 1979  | Guy Mattéoni         | Marc Menant                                          | NC                                                   | Fabienne Égal                                        | NC                    |
| TF1                                                                             | 1980  | Sylvano Santorio     | Patrick Sabatier                                     | NC                                                   | Fabienne Égal                                        | NC                    |
| TF1                                                                             | 1981  | David Sprinfield     | Patrick Sabatier                                     | NC                                                   | Denise Fabre                                         | NC                    |
| retrait                                                                         | 1982  | retrait              | retrait                                              | retrait                                              | retrait                                              | retrait               |
| Antenne 2                                                                       | 1983  | François Rauber      | Léon Zitrone                                         | NC                                                   | Nicole André                                         | NC                    |
| Antenne 2                                                                       | 1984  | François Rauber      | Léon Zitrone                                         | NC                                                   | Nicole André                                         | NC                    |
| Antenne 2                                                                       | 1985  | Michel Bernholc      | Patrice Laffont                                      | NC                                                   | Clémentine Célarié                                   | NC                    |
| Antenne 2                                                                       | 1986  | Jean-Claude Petit    | Patrice Laffont                                      | NC                                                   | Patricia Lesieur                                     | NC                    |
| Antenne 2                                                                       | 1987  | Jean-Claude Petit    | Patrick Simpson-Jones                                | NC                                                   | Lionel Cassan                                        | NC                    |
| Antenne 2                                                                       | 1988  | Guy Mattéoni         | Lionel Cassan                                        | NC                                                   | Catherine Ceylac                                     | NC                    |
| Antenne 2                                                                       | 1989  | Guy Mattéoni         | Lionel Cassan                                        | NC                                                   | Marie-Ange Nardi                                     | NC                    |
| Antenne 2                                                                       | 1990  | Régis Dupré          | Richard Adaridi                                      | NC                                                   | Valérie Maurice                                      | NC                    |
| Antenne 2                                                                       | 1991  | Jérôme Pillement     | Léon Zitrone                                         | NC                                                   | Daniela Lumbroso                                     | NC                    |
| Antenne 2                                                                       | 1992  | Magdi Vasco Noverraz | Thierry Beccaro                                      | NC                                                   | Olivier Minne                                        | NC                    |
| France 2                                                                        | 1993  | Christian Cravero    | Patrice Laffont                                      | NC                                                   | Olivier Minne                                        | NC                    |
| France 2                                                                        | 1994  | Alain Goraguer       | Patrice Laffont                                      | NC                                                   | Laurent Romejko                                      | NC                    |
| France 2                                                                        | 1995  | Michel Bernholc      | Olivier Minne                                        | NC                                                   | Thierry Beccaro                                      | NC                    |
| France 2                                                                        | 1996  | Fiachra Trench       | Olivier Minne                                        | NC                                                   | Laurent Broomhead                                    | NC                    |
| France 2                                                                        | 1997  | Régis Dupré          | Olivier Minne                                        | NC                                                   | Marie Myriam et Frédéric Ferrer                      | Fabrice Ferment       |
| France 2                                                                        | 1998  | Martin Koch          | Chris Mayne et Laura Mayne                           | NC                                                   | Marie Myriam                                         | Fabrice Ferment       |
| France 3                                                                        | 1999  | NC                   | Julien Lepers                                        | NC                                                   | Marie Myriam                                         | Fabrice Ferment       |
| France 3                                                                        | 2000  | NC                   | Julien Lepers                                        | NC                                                   | Marie Myriam                                         | Fabrice Ferment       |
| France 3                                                                        | 2001  | NC                   | Marc-Olivier Fogiel et Dave                          | NC                                                   | Corinne Hermès                                       | Fabrice Ferment       |
| France 3                                                                        | 2002  | NC                   | Marc-Olivier Fogiel et Dave                          | NC                                                   | Marie Myriam                                         | Bruno Berberes        |
| France 3                                                                        | 2003  | NC                   | Laurent Ruquier et Isabelle Mergault                 | NC                                                   | Sandrine François                                    | Bruno Berberes        |
| France 3                                                                        | 2004  | NC                   | Laurent Ruquier et Elsa Fayer                        | NC                                                   | Alex Taylor                                          | Bruno Berberes        |
| France 3                                                                        | 2005  | NC                   | Julien Lepers et Guy Carlier                         | Peggy Olmi                                           | Marie Myriam                                         | Bruno Berberes        |
| France 3                                                                        | 2006  | NC                   | Michel Drucker et Claudy Siar                        | Peggy Olmi et Éric Jean-Jean                         | Sophie Jovillard                                     | Bruno Berberes        |
| France 3                                                                        | 2007  | NC                   | Julien Lepers et Tex                                 | Peggy Olmi et Yann Renoard                           | Vanessa Dolmen                                       | Bruno Berberes        |
| France 3                                                                        | 2008  | NC                   | Julien Lepers et Jean-Paul Gaultier                  | Peggy Olmi et Yann Renoard                           | Cyril Hanouna                                        | Bruno Berberes        |
| France 3                                                                        | 2009  | NC                   | Julien Courbet et Cyril Hanouna                      | Peggy Olmi et Yann Renoard                           | Yann Renoard                                         | Bruno Berberes        |
| France 3                                                                        | 2010  | NC                   | Stéphane Bern et Cyril Hanouna                       | Peggy Olmi et Yann Renoard                           | Audrey Chauveau                                      | Bruno Berberes        |
| France 3                                                                        | 2011  | NC                   | Laurent Boyer et Catherine Lara                      | Audrey Chauveau et Bruno Berberes                    | Cyril Féraud                                         | Bruno Berberes        |
| France 3                                                                        | 2012  | NC                   | Cyril Féraud et Mireille Dumas                       | Audrey Chauveau et Bruno Berberes                    | Amaury Vassili                                       | Bruno Berberes        |
| France 3                                                                        | 2013  | NC                   | Cyril Féraud et Mireille Dumas                       | Audrey Chauveau et Bruno Berberes                    | Marine Vignes                                        | Frédéric Valencak     |
| France 3                                                                        | 2014  | NC                   | Cyril Féraud et Natasha St-Pier                      | Audrey Chauveau et Bruno Berberes                    | Élodie Suigo                                         | Frédéric Valencak     |
| France 2                                                                        | 2015  | NC                   | Stéphane Bern et Marianne James                      | Mareva Galanter et Jérémy Parayre                    | Virginie Guilhaume                                   | Frédéric Valencak     |
| France 2                                                                        | 2016  | NC                   | Stéphane Bern et Marianne James                      | Marianne James et Jarry                              | Élodie Gossuin                                       | Edoardo Grassi        |
| France 2                                                                        | 2017  | NC                   | Stéphane Bern, Marianne James et Amir                | Marianne James et Jarry                              | Élodie Gossuin                                       | Edoardo Grassi        |
| France 2                                                                        | 2018  | NC                   | Stéphane Bern, Christophe Willem et Alma             | Christophe Willem et André Manoukian                 | Élodie Gossuin                                       | Edoardo Grassi        |
| France 2                                                                        | 2019  | NC                   | Stéphane Bern, André Manoukian et Sandy Heribert     | André Manoukian et Sandy Heribert                    | Julia Molkhou                                        | Steven Clerima        |
| France 2                                                                        | 2020  | NC                   | Concours annulé en raison de la pandémie de COVID-19 | Concours annulé en raison de la pandémie de COVID-19 | Concours annulé en raison de la pandémie de COVID-19 | Alexandra Redde-Amiel |
| France 2                                                                        | 2021  | NC                   | Stéphane Bern et Laurence Boccolini                  | Laurence Boccolini                                   | Carla Lazzari                                        | Alexandra Redde-Amiel |
| France 2                                                                        | 2022  | NC                   | Stéphane Bern et Laurence Boccolini                  | Laurence Boccolini                                   | Élodie Gossuin                                       | Alexandra Redde-Amiel |
| France 2                                                                        | 2023  | NC                   | Stéphane Bern et Laurence Boccolini                  | Anggun et André Manoukian                            | Anggun                                               | Alexandra Redde-Amiel |
| France 2                                                                        | 2024  | NC                   | Stéphane Bern et Laurence Boccolini                  | Nicky Doll                                           | Natasha St-Pier                                      | Alexandra Redde-Amiel |
| France 2                                                                        | 2025  | NC                   | Stéphane Bern et Laurence Boccolini                  | Stéphane Bern                                        | Émilie Mazoyer                                       | Alexandra Redde-Amiel |

## Audiences
Voici les audiences françaises concernant le Concours Eurovision de la chanson, depuis 1991 :
| Finale    | Finale                    | Finale             |                                          | Édition      |                           | Demi-finale(s)            | Demi-finale(s) | Demi-finale(s) |
| Chaîne    | Nombre de téléspectateurs | Part de marché (%) | Chaîne                                   | Édition      | Nombre de téléspectateurs | Nombre de téléspectateurs |                |                |
| Antenne 2 | 7 902 300                 | 41,8               | 1991                                     | inexistante  | inexistante               | inexistante               |                |                |
| Antenne 2 | 6 311 900                 | 43,0               | 1992                                     | inexistante  | inexistante               | inexistante               |                |                |
| France 2  | 6 945 750                 | 45,0               | 1993                                     | inexistante  | inexistante               | inexistante               |                |                |
| France 2  | 4 764 760                 | 31,7               | 1998                                     | inexistante  | inexistante               | inexistante               |                |                |
| France 3  | 4 207 200                 | 27,9               | 1999                                     | inexistante  | inexistante               | inexistante               |                |                |
| France 3  | 3 910 000                 | 22,4               | 2000                                     | inexistante  | inexistante               | inexistante               |                |                |
| France 3  | 4 920 000                 | 29,8               | 2001                                     | inexistante  | inexistante               | inexistante               |                |                |
| France 3  | 4 560 000                 | 24,4               | 2002                                     | inexistante  | inexistante               | inexistante               |                |                |
| France 3  | 4 910 000                 | 27,5               | 2003                                     | inexistante  | inexistante               | inexistante               |                |                |
| France 3  | 4 640 000                 | 28,6               | 2004                                     | non diffusée | non diffusée              | non diffusée              |                |                |
| France 3  | 3 590 000                 | 21,2               | 2005                                     | France 4     |                           |                           |                |                |
| France 3  | 5 210 000                 | 30,0               | 2006                                     | France 4     |                           |                           |                |                |
| France 3  | 3 460 000                 | 18,5               | 2007                                     | France 4     |                           |                           |                |                |
| France 3  | 3 090 000                 | 16,7               | 2008                                     | France 4     | non diffusée              |                           |                |                |
| France 3  | 5 710 000                 | 32,3               | 2009                                     | France 4     | non diffusée              |                           |                |                |
| France 3  | 3 620 000                 | 20,9               | 2010                                     | France 4     |                           | non diffusée              |                |                |
| France 3  | 4 935 000                 | 26,7               | 2011                                     | France Ô     | non diffusée              |                           |                |                |
| France 3  | 3 984 000                 | 23,0               | 2012                                     | France Ô     | non diffusée              |                           |                |                |
| France 3  | 2 740 000                 | 13,9               | 2013                                     | France Ô     | non diffusée              |                           |                |                |
| France 3  | 2 570 000                 | 13,6               | 2014                                     | France Ô     |                           | non diffusée              |                |                |
| France 2  | 4 412 000                 | 27,6               | 2015                                     | France Ô     | 206 000 (0,9 %)           | non diffusée              |                |                |
| France 2  | 4 968 000                 | 28,5               | 2016                                     | France 4     | 553 000 (2,4 %)           | 482 000 (2,3 %)           |                |                |
| France 2  | 4 672 000                 | 26,3               | 2017                                     | France 4     | 573 000 (2,5 %)           | 572 000 (2,6 %)           |                |                |
| France 2  | 5 158 000                 | 28,5               | 2018                                     | France 4     | 380 000 (1,7 %)           | 724 000 (3,5 %)           |                |                |
| France 2  | 4 787 000                 | 30,2               | 2019                                     | France 4     | 430 000 (2,1 %)           | 409 000 (2 %)             |                |                |
| France 2  | 1 166 000                 | 7,5                | 2020 (Eurovision : Europe Shine A Light) | inexistante  | inexistante               | inexistante               |                |                |
| France 2  | 5 500 000                 | 31,4               | 2021                                     | Culturebox   | 334 000 (1,4%)            | 301 000 (1,3%)            |                |                |
| France 2  | 3 175 000                 | 23,4               | 2022                                     | Culturebox   | Audiences non calculées   | Audiences non calculées   |                |                |
| France 2  | 3 500 000                 | 25,6               | 2023                                     | Culturebox   | Audiences non calculées   | Audiences non calculées   |                |                |
| France 2  | 5 400 000                 | 36,8               | 2024                                     | Culturebox   | Audiences non calculées   | Audiences non calculées   |                |                |
| France 2  | 5 284 000                 | 40                 | 2025                                     | France 4     | Audiences non calculées   | Audiences non calculées   |                |                |

Légende
- Le plus haut chiffre d'audience/PDA (depuis 2000 - Finale ; depuis 2015 - Demi-finale)
- Le plus bas chiffre d'audience/PDA (depuis 2000 - Finale ; depuis 2015 - Demi-finale)

## Historique de vote
Depuis 1975, la France a donné le plus de points en finale à :
| Rang | Pays        | Points |
| ---- | ----------- | ------ |
| 1    | Israël      | 266    |
| 2    | Portugal    | 223    |
| 3    | Italie      | 192    |
| 4    | Espagne     | 169    |
| 5    | Royaume-Uni | 166    |
| 6    | Turquie     | 151    |
| 6    | Arménie     | 151    |
| 8    | Suède       | 147    |
| 9    | Belgique    | 135    |
| 10   | Pays-Bas    | 131    |

Depuis 1975, la France a reçu le plus de points de la part de :
| Rang | Pays      | Points |
| ---- | --------- | ------ |
| 1    | Belgique  | 201    |
| 2    | Suisse    | 198    |
| 3    | Grèce     | 197    |
| 4    | Israël    | 181    |
| 5    | Norvège   | 178    |
| 6    | Espagne   | 177    |
| 7    | Pays-Bas  | 172    |
| 8    | Irlande   | 169    |
| 9    | Allemagne | 167    |
| 10   | Portugal  | 163    |

Depuis 2016 et le nouveau système de vote introduit, la France a donné le plus de points en finale à :
| Rang | Pays     | Points |
| ---- | -------- | ------ |
| 1    | Israël   | 114    |
| 2    | Italie   | 90     |
| 3    | Portugal | 87     |
| 4    | Arménie  | 85     |
| 5    | Ukraine  | 77     |
| 6    | Suède    | 42     |
| 7    | Pays-Bas | 41     |
| 8    | Autriche | 40     |
| 9    | Moldavie | 38     |
| 10   | Espagne  | 35     |

Depuis 2016 et le nouveau système de vote introduit, la France a reçu le plus de points de la part de :
| Rang | Pays     | Points |
| ---- | -------- | ------ |
| 1    | Arménie  | 113    |
| 2    | Belgique | 94     |
| 3    | Espagne  | 84     |
| 4    | Chypre   | 77     |
| 5    | Grèce    | 71     |
| 6    | Albanie  | 68     |
| 7    | Israël   | 66     |
| 8    | Serbie   | 62     |
| 9    | Islande  | 60     |
| 10   | Suède    | 58     |

### 12 Points
Légende
 Vainqueur - La France a donné 12 points à la chanson victorieuse / La France a reçu 12 points et a gagné le concours
 2e place - La France a donné 12 points à la chanson arrivée à la seconde place / La France a reçu 12 points et est arrivée deuxième
 3e place - La France a donné 12 points à la chanson arrivée à la troisième place / La France a reçu 12 points et est arrivée troisième
 Qualifiée - La France a donné 12 points à une chanson parvenue à se qualifier pour la finale
 Non-qualifiée - La France a donné 12 points à une chanson éliminée durant les demi-finales
| Année         | Attribués   | Attribués            | Reçus                                                                    |
| Année         | Finale      | Demi-Finale          | Finale                                                                   |
| 1975          | Royaume-Uni | Pas de demi-finales  | Irlande Portugal                                                         |
| 1976          | Portugal    | Pas de demi-finales  | Allemagne Autriche Monaco Pays-Bas Yougoslavie                           |
| 1977          | Royaume-Uni | Pas de demi-finales  | Allemagne Finlande Suisse                                                |
| 1978          | Belgique    | Pas de demi-finales  | Autriche                                                                 |
| 1979          | Allemagne   | Pas de demi-finales  | Luxembourg Pays-Bas                                                      |
| 1980          | Pays-Bas    | Pas de demi-finales  | Aucun                                                                    |
| 1981          | Suède       | Pas de demi-finales  | Allemagne Autriche Luxembourg Suisse                                     |
| 1983          | Luxembourg  | Pas de demi-finales  | Aucun                                                                    |
| 1984          | Belgique    | Pas de demi-finales  | Pays-Bas                                                                 |
| 1985          | Israël      | Pas de demi-finales  | Grèce                                                                    |
| 1986          | Belgique    | Pas de demi-finales  | Aucun                                                                    |
| 1987          | Pays-Bas    | Pas de demi-finales  | Luxembourg                                                               |
| 1988          | Danemark    | Pas de demi-finales  | Yougoslavie                                                              |
| 1989          | Royaume-Uni | Pas de demi-finales  | Aucun                                                                    |
| 1990          | Luxembourg  | Pas de demi-finales  | Finlande Islande Norvège Pays-Bas Suisse Yougoslavie                     |
| 1991          | Chypre      | Pas de demi-finales  | Autriche Israël Italie Norvège                                           |
| 1992          | Italie      | Pas de demi-finales  | Israël Suisse                                                            |
| 1993          | Suisse      | Pas de demi-finales  | Danemark Portugal                                                        |
| 1994          | Pologne     | Pas de demi-finales  | Aucun                                                                    |
| 1995          | Royaume-Uni | Pas de demi-finales  | Aucun                                                                    |
| 1996          | Autriche    | Pas de demi-finales  | Aucun                                                                    |
| 1997          | Royaume-Uni | Pas de demi-finales  | Estonie Norvège Pologne                                                  |
| 1998          | Israël      | Pas de demi-finales  | Aucun                                                                    |
| 1999          | Portugal    | Pas de demi-finales  | Aucun                                                                    |
| 2000          | Turquie     | Pas de demi-finales  | Aucun                                                                    |
| 2001          | Portugal    | Pas de demi-finales  | Bosnie-Herzégovine Portugal Russie                                       |
| 2002          | Espagne     | Pas de demi-finales  | Finlande                                                                 |
| 2003          | Belgique    | Pas de demi-finales  | Aucun                                                                    |
| 2004          | Turquie     | Pas de vote français | Monaco                                                                   |
| 2005          | Turquie     | Portugal             | Aucun                                                                    |
| 2006          | Turquie     | Arménie              | Aucun                                                                    |
| 2007          | Turquie     | Turquie              | Aucun                                                                    |
| 2008          | Arménie     | Portugal             | Aucun                                                                    |
| 2009          | Turquie     | Serbie               | Aucun                                                                    |
| 2010          | Turquie     | Serbie               | Aucun                                                                    |
| 2011          | Espagne     | Suède                | Belgique Grèce                                                           |
| 2012          | Suède       | Serbie               | Aucun                                                                    |
| 2013          | Danemark    | Arménie              | Aucun                                                                    |
| 2014          | Arménie     | Arménie              | Aucun                                                                    |
| 2015          | Belgique    | Belgique             | Aucun                                                                    |
| 2016 Jury     | Italie      | Autriche             | Arménie                                                                  |
| 2016 Télévote | Arménie     | Arménie              | Israël                                                                   |
| 2017 Jury     | Portugal    | Israël               | Aucun                                                                    |
| 2017 Télévote | Portugal    | Roumanie             | Bulgarie                                                                 |
| 2018 Jury     | Israël      | Australie            | Ukraine                                                                  |
| 2018 Télévote | Israël      | Moldavie             | Aucun                                                                    |
| 2019 Jury     | Pays-Bas    | Islande              | Aucun                                                                    |
| 2019 Télévote | Israël      | Portugal             | Aucun                                                                    |
| 2021 Jury     | Grèce       | Grèce                | Allemagne Espagne Irlande Pays-Bas Royaume-Uni Saint-Marin Serbie Suisse |
| 2021 Télévote | Ukraine     | Moldavie             | Belgique Espagne Pays-Bas Portugal                                       |
| 2022 Jury     | Royaume-Uni | Grèce                | Aucun                                                                    |
| 2022 Télévote | Ukraine     | Arménie              | Aucun                                                                    |
| 2023 Jury     | Israël      | Pas de jury          | Aucun                                                                    |
| 2023 Télévote | Arménie     | Portugal             | Aucun                                                                    |
| 2024 Jury     | Portugal    | Pas de jury          | Arménie Belgique Islande Slovénie                                        |
| 2024 Télévote | Israël      | Israël               | Arménie                                                                  |
| 2025 Jury     | Albanie     | Pas de jury          | Albanie Arménie Grèce Luxembourg Serbie                                  |
| 2025 Télévote | Israël      | Israël               | Aucun                                                                    |